# T-72
T-72 전차는 1973년 양산에 들어간 소련의 2세대 및 3세대 주력전차로, T-64를 기반으로, 오비옉트167M의 구상과 설계를 반영해 개발된 전차이다. 총 약 25,000대의 T-72가 생산되었으며, 개량과 정비를 거쳐 수십 년간 현역으로 운용될 수 있었다. T-72는 광범위하게 수출되어 40개국 이상에서 사용되었고, 수많은 분쟁에 투입되었다. 1992년에 등장한 러시아의 T-90과 중국의 99식 전차는 T-72에서 더 발전된 모델이다. 오늘날에도 현대화된 다양한 T-72의 생산과 개발은 계속되고 있다.

## 개발

### T-64로부터 파생되다
T-72의 개발은 이전작인 T-64이 일으킨 문제에 대한 직접적인 결과였다. T-64(오비옉트 432)는 자동장전장치, 영상합치식 광학 거리측정기, 포발사미사일, 야시장비 등 다양한 신기술을 적용하면서도 38톤을 넘지 말아야 한다는 조건 하에서 진행된 야심작이었으며, T-72는 두 설계회사 간의 경쟁 속에서 탄생했다. 하나는 하르키우에서 알렉산드르 모로조프가 이끄는 모로조프 설계국(KB)이고, 다른 하나는 니즈니타길에서 레오니드 카르체프가 이끄는 우랄바곤자보드였다.
T-62를 개량하기 위해 1964년 두 가지 시제 전차가 시험되었었다. 하나는 니즈니타길의 오비옉트 167(일명 T-62B), 다른 하나는 모로조프 설계의의 오비옉트 434였다.
모로조프 설계국의 오비옉트 434는 기술적으로 야심에 찬 시제품이었다. 모로조프의 지휘 아래 모로조프 설계국 팀은 차체를 가능한 한 최소 크기로 줄이는 새로운 설계를 내놓았다. 이를 위해서 전차병은 세 명으로 줄었고, 자동 장전 장치를 도입하여 장전병을 없앴다.
우랄바곤자보드의 오비옉트 167은 레오니트 카르체프와 발레리 베네디크토프가 기존 오비옉트 140을 개수하여 만든 전차였다. 오비옉트 167은 카르체프가 설계한 이전 모델인 오비옉트 165와 166보다 더 발전된 상태였으며, 카르체프 자신도 가장 선호하는 모델이었다. 1961년 10월, 오비옉트 166을 양산 준비하라는 지시가 내려오자 카르체프는 이에 반대하고 대신에 오비옉트 167을 양산하겠다고 제안했다. 그러나 이 안건은 거부되었고, 결국 오비옉트 166과 165는 각각 T-62, T-62A로 양산되었다. 모로조프 설계국의 전차와 달리 우랄바곤자보드의 모델은 첨단 설계를 배제하고, T-62의 포탑과 수동 장전 방식을 채택했다. 1964년 오비옉트 434와의 비교 시험에서, 오비옉트 167은 T-62와 T-55를 모두 능가하는 성능을 입증했다. 이 전차는 우랄바곤자보드의 이반 오쿠네프 소장과 소련 수상 니키타 흐루쇼프의 지지를 받았는데, 이들은 이 전차의 생산 비용이 저렴하다고 보았다. 그러나 소련 각료회의 부의장이던 드미트리 우스티노프는 오비옉트 167의 병행 개발이 모로조프가 설계한 오비옉트 434의 미래를 위협한다고 판단했다. 결국 1962년 12월, 소련 각료회의는 오비옉트 432(훗날 T-64로 양산)를 생산하라는 명령을 내렸고, 우랄바곤자보드의 카르체프가 설계한 전차는 양산에 실패했다.
카르체프는 이후에도 오비엑트트 167 개발을 지속했다. 자동 장전 장치를 탑재한 오비옉트 167M을 내놓았으나, 이 역시 1964년 5월에 거부당했다.
초기 양산 과정에서 문제점들이 드러났지만, 모스크바에서는 모로조프 설계국과 오비옉트 434를 지지하는 강력한 로비가 형성되어, 경쟁 모델이나 다른 아이디어가 논의되는 것 자체가 막혔다. 오비옉트 434는 결국 1968년 5월 소련군에 채택되며 T-64A로 제식화되었다.
T-64의 초기형의 소형화된 설계는 적합한 엔진을 고르는 데 어려움을 낳았다.[20] 결국 선택된 700마력급 5TDF 엔진은 신뢰성이 떨어지고, 정비가 어렵고, 보장 수명 또한 제2차 세계대전 시기 엔진 수준에 불과했다.

### 오비옉트 172
1967년, 우랄바곤자보드는 1970년을 목표로 T-64의 양산을 준비하기 위해 “520부(Section 520)”를 신설하였다. 그러나 5TDF 엔진의 제작에는 동시대의 V-45 엔진보다 두 배가량 더 많은 시간이 소요될 것이었기 때문에, 하르키우의 말리셰프 공장은 소련 전차 공장 전체에 필요한 5TDF 엔진을 충분히 공급할 수 없었다. 이에 군산복합체위원회(VPK)는 전시 상황에서 보다 신속하게 생산할 수 있고 비용도 절반에 불과한, 이른바 전시 생산형 T-64용 대체 엔진 두 가지의 개발을 승인했다. “오비옉트 219는 레닌그라드에서 설계되었으며, 이후 GTD-1000T 가스터빈 엔진을 탑재한 T-80으로 발전했다. 오비옉트 439는 디젤 V-45 엔진을 장착한 형태로, 니즈니타길의 우랄바곤자보드 내 우랄바곤 설계국에서 설계되었다.
GABTU(소련 육군 기갑총국)는 T-64A 시제형과 함께 한 팀을 우랄바곤자보드로 보냈으며, 이 팀은 카르체프가 이끌게 되었다.
카르체프는 기존 T-64에 만족하지 못했고, 대신 전차를 전면적으로 재설계하는 더 포괄적인 프로젝트를 시작했다. 그는 T-64A, 오비옉트 167, 그리고 화력이 강화된 T-62에서 자신이 보기에 가장 뛰어난 요소들을 결합했다.

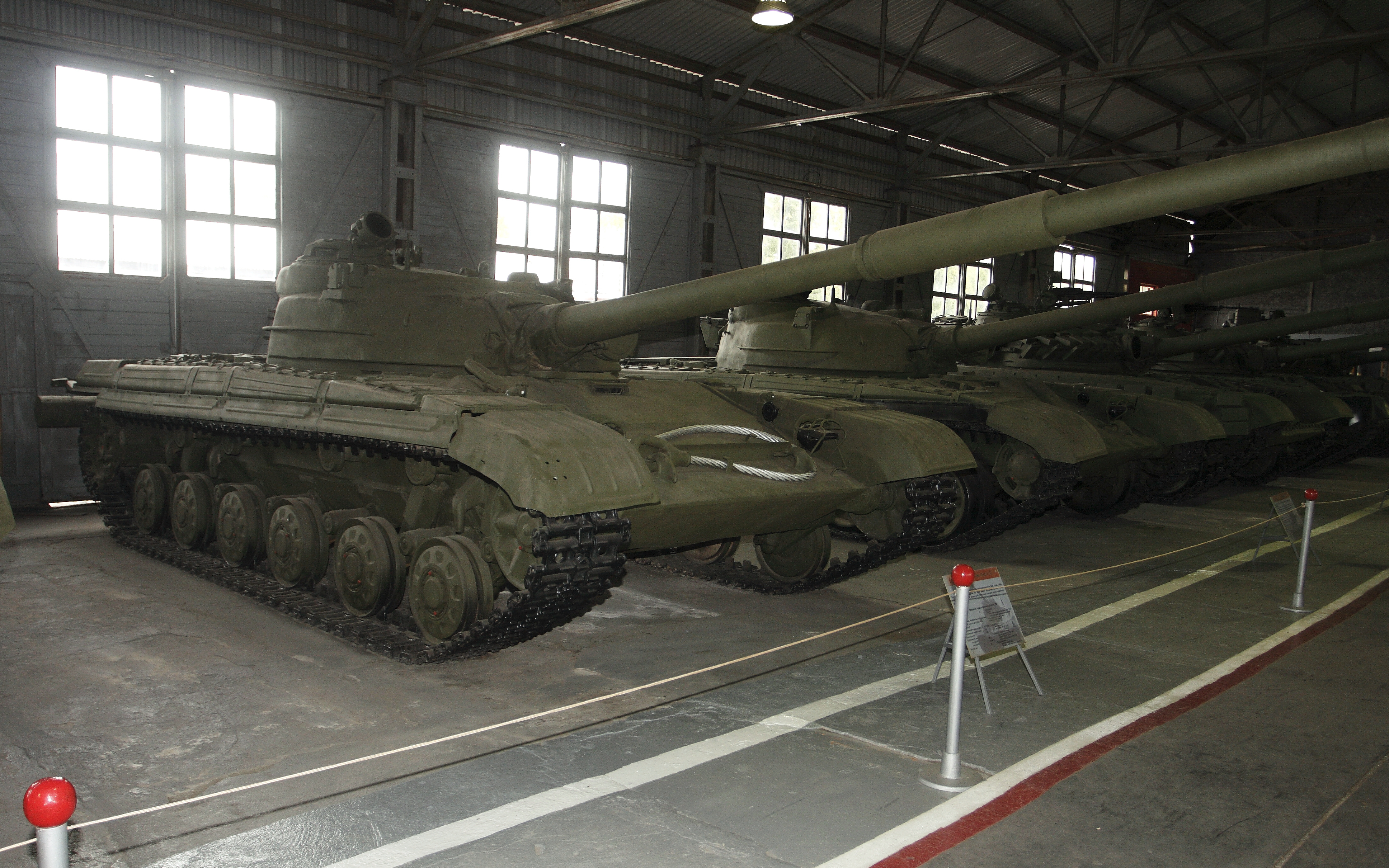
쿠빙카 전차 박물관의 오비옉트 172

개발 과정에서 이 전차는 우랄 산맥 지역의 이름을 따 '우랄'이라는 코드네임을 부여받았다. 우랄바곤자보드는 1968년 1월, T-62의 포탑, D-81 125mm 포, 그리고 V-45 엔진을 탑재한 첫 시제형을 제작했다. 오비옉트 439는 T-64와 너무나 변형되어있었기 때문에, 오비옉트 172라는 새로운 명칭을 부여받았다.
카르체프의 지시 불복종은 GABTU를 화나게 했고, 처음에는 그를 문책하기도 했다. 그러나 이 전차가 T-64보다 생산 비용이 저렴한 대안으로서 충분한 잠재력이 있음을 입증하자, 카르체프는 자신의 설계를 지속할 수 있었다. 그럼에도 정치적 반대는 개발 내내 이어졌다. 바곤카 전차 공장의 공장장 I.F. 크루탸코프는 우랄바곤자보드를 요제프 코틴의 지휘 아래 두려 했으나, 카르체프는 이를 능숙하게 막아내며 크루탸코프를 곤란하게 만들었다. 카르체프는 1969년 8월 은퇴했고, 후임은 베네디크토프가 맡았다.
곧 팀은 더 강력한 V-45 엔진이 T-64의 차체에 큰 부담을 주어, 일정 시간이 지나면 결함이 생기기 시작한다는 사실을 알게 되었다. 이에 따라 보다 안정적인 해결책이 모색되었다.
결국 1960년에 처음 논의된 안건이 다시 채택되었다. 1961년, 우랄바곤자보드는 T-62의 차체와 주행 장치를 보강한 두 대의 시제형 오비옉트 167을 제작한 적이 있었는데, 모로조프 설계국의 영향으로 정부는 이를 거부했었다. 그러나 이 구조, 즉 대형 고무 코팅 전륜을 포함한 설계가 이후 시제형 T-64의 기반이 되었다.
자동 장전 장치에도 추가적인 변화가 가해졌는데, 이 역시 원래는 T-62 개량을 위해 고안된 프로젝트에서 가져온 것이었다. 탄두와 장약이 분리된 구조의 125mm 탄약은 T-64처럼 한 층에 수직으로 적재하는 대신, 두 층에 걸쳐 수평으로 배치되었다. 이 방식은 T-64의 자동 장전 장치보다 더 신뢰성이 높다고 평가되었다. 또한 1964년에는 T-62에 125mm D-81 포 두 문을 시험 장착한 적이 있었기 때문에, 우랄 공장은 T-64A에 125mm 구경을 도입할 준비가 되어 있었다.
베네디크토프의 팀은 이후 T-64식 현가장치를 오비옉트 167의 현가장치로 교체했다. 이 전차는 1968년 쿠빙카, 1969년 중앙아시아에서 시험 운용되었다. T-64A와의 집중적인 비교 시험 이후, 오브젝트 172는 1970년에 몇 가지 사소한 문제를 해결하기 위해 재설계되었다. 이후 1971년에는 자바이칼 지역에서 추가 시험이 이루어졌다.

### T-72
오비옉트 172는 어디까지나 시제형 모델이었기 때문에 양산은 불가능했다. 그러나 1971년에 이르러서는 드미트리 우스티노프조차 T-64의 문제들에 싫증을 느끼기 시작했다. 불분명한 정치적 이해 속에서 326-113호 칙령이 발효되어, 1972년 1월 1일부터 소련 내에서 오비옉트 172의 양산을 허가하고, 우랄바곤자보드를 T-64A 생산에서 해방시켰다.
1972년, 우랄바곤자보드에서 초기 생산형이 만들어져 소련군에서 시험 운용되었다. 이후 최종 시험 생산분은 오비옉트 172M으로 제작되어 1973년에 시험을 거쳤고, 1974년 극초기형 T-72인 'T-72 우랄' 이라는 제식명으로 채택되었다.
우랄바곤 설계국(KB)은 이후 T-72를 블록 단위의 개량을 통해 계속 발전시켰다. 오비옉트 172M-1에서는 세라믹과 강판을 적층한 복합 장갑이 도입되었고, 기존의 합치식 거리계는 레이저 거리측정기로 교체되었다. 이 모델은 1979년 양산에 들어가면서 T-72A로 제식화되었다. 오비옉트 184에서는 포탑 장갑이 크게 강화되었으며, 늘어난 중량을 보완하기 위해 보다 강력한 V-84 엔진이 장착되었다. 이 모델은 1985년에 T-72B로 제식화되었다.
1971년에서 1982년 사이, 폴란드의 리샤르드 쿠클린스키 대령이 T-72 관련 일부 기술 문서를 CIA에 전달한 것으로 알려져 있다.

### 양산 역사

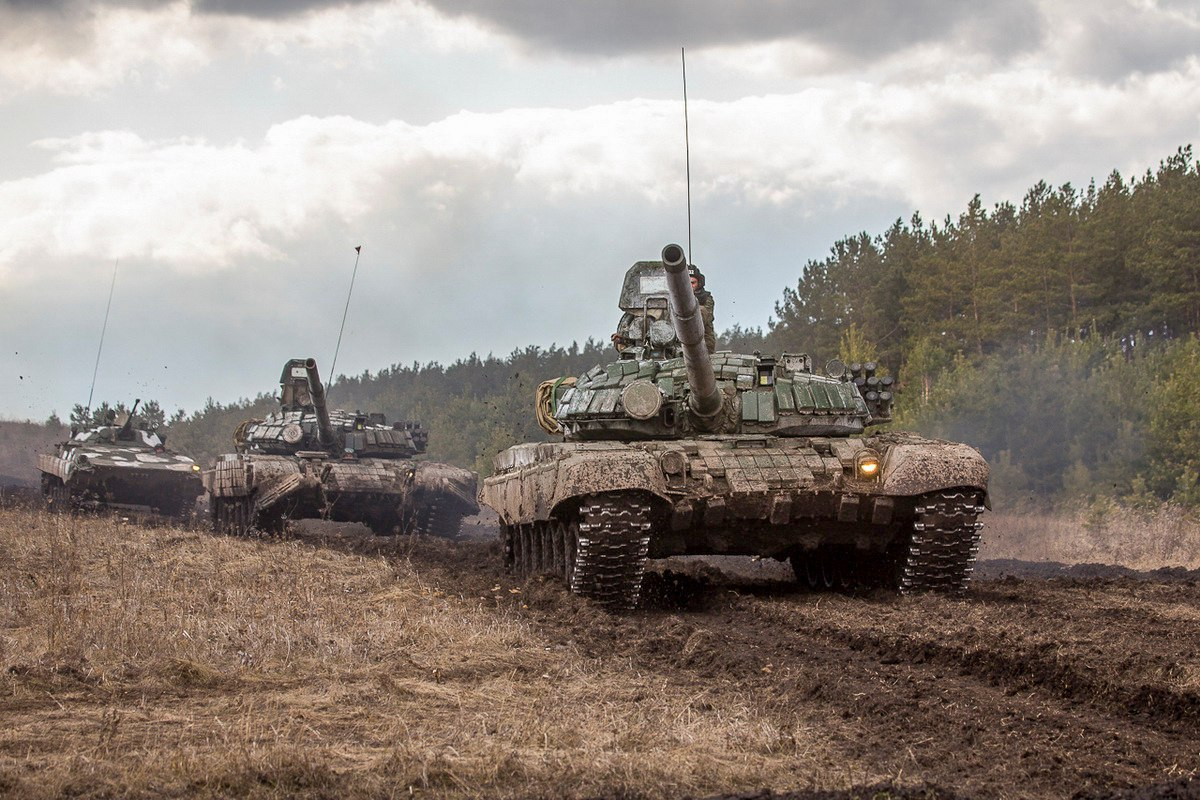
2017년 4월, 러시아 체바르쿨 훈련장에서의 T-72B 전차 2대

체코 T-72M4CZ 전차 발사 장면

T-72 오브젝트 172M의 첫 번째 양산은 7월, 니즈니 타길의 UKBM에서 시작되었다. 그러나 T-64에서 T-72로 생산 전환을 위한 공장 정비가 어려워 1973년에는 단 30대만 완성되어 인도되었다. 1974년에도 문제가 이어져, 국가 생산 할당량이 440대였음에도 공식적으로는 220대만 보고되었으며, 실제 완성된 전차 수는 약 150대에 불과했다. 이에 따라 공장 설비에 대한 대규모 투자가 진행되었다. 공장이 현대화된 이후에야 T-72의 본격적인 양산이 가능해졌다. 니즈니 타길에서는 1992년까지 다양한 개량형으로 전차가 생산되었다.
T-72는 1970년대부터 1991년 소련 붕괴 시점까지 바르샤바 조약기구에서 가장 널리 사용된 전차였다. 또한 핀란드, 인도, 이란, 이라크, 시리아, 유고슬라비아 등 여러 나라에 수출되었으며, 일부는 생산 면허를 통한 제작, 일부는 무단 복제로 다른 지역에서도 생산되었다.
T-72의 면허 생산 모델은 바르샤바 조국을 위해 폴란드와 체코슬로바키아에서 제작되었다. 폴란드에서 제작된 T-72G 전차는 소련군 표준보다 포탑 장갑이 얇았다(410mm). 1990년 이전, 소련산 T-72 수출형도 비(非)바르샤바 조약국 고객. 즉, 주로 아랍 국가을 위해 유사하게 성능이 낮춰진 버전이 제공되었다.
소련, 폴란드, 체코슬로바키아 버전 간에는 부품과 공구가 많이 호환되지 않아, 물류 문제를 야기하기도 했다.
유고슬라비아는 T-72를 보다 발전시킨 M-84로 개량하였으며, 1980년대 동안 전 세계에 수백 대를 판매했다. 이라크에서는 자신들의 T-72 복제형을 “바빌론의 사자”라고 불렀다. 이 이라크 전차들은 소련이 판매한 부품으로 조립되었으며, 이는 UN 무기 금수 조치를 회피하기 위한 수단이었다. 더 현대화된 파생형으로는 폴란드의 PT-91이 있으며, 러시아와 우크라이나를 포함한 여러 나라에서 구형 T-72를 대상으로 한 현대화 부품도 제공하고 있다.
T-72는 수십 년간 다양한 버전이 생산되었으며, 장갑 사양 또한 상당히 변해왔다. 원형 T-72 전차는 주조균질장갑을 사용했으며, 공간 장갑(spaced armour) 기술이 적용되어 1970년대 초 기준으로는 비교적 양호한 방어력을 갖추고 있었다. 1979년, 소련은 포탑 전방과 차체 전방에 T-64 복합 장갑과 유사한 복합 장갑을 적용한 T-72 개량형 생산을 시작했다. 1980년대 후반에는 소련 보유 T-72 전차및 전 세계 다른 지역에 배치된 다수의 T-72 전차에도 활성 반응 장갑(ERA)이 장착되었다.
TPD-K1 레이저 거리측정기는 1974년 이후 제작된 T-72 전차에 장착되기 시작했다. 이전 모델은 시차식 광학 거리측정기를 사용했는데, 이는 1,000m 이하의 거리에서는 사용할 수 없었다. 일부 T-72 수출형은 1985년까지 레이저 거리측정기가 장착되지 않았거나, 때로는 지휘형 전차(버전 K)에만 장착되었다. 1985년 이후에는 새로 제작되는 모든 T-72가 표준으로 활성 반응 장갑을 장착했으며, 보다 강력한 840bhp(630kW) V-84 엔진과 개량형 주포가 탑재되었다. 이 주포는 포신에서 유도 대전차 미사일을 발사할 수 있다. 이러한 개량으로 T-72는 결국 가격이 더 비싼 T-80과 거의 동등한 성능을 갖추게 되었으나, 1990년 소련 붕괴 이전에는 이러한 후기형 전차가 경제적으로 어려움을 겪는 바르샤바 조약국 동맹국이나 해외 고객에게 많이 전달되지 못했다. 1990년대에는 일부 예비 T-72B에 엔진 출력 향상과 포 안정화 장치 개선을 적용하여 T-72BA로 소규모 업그레이드가 이루어졌다. 이 업그레이드는 널리 시행된 것은 아니었지만, 일시적인 공급 부족 문제를 해결하는 데에는 도움이 되었다.
2000년 이후, T-72 수출형 전차에는 프랑스산 열상 야간 투시경이 장착된 모델도 제공되었으나, 실제로는 프랑스 열상 장치를 통합한 현지 제작 ‘부란-캐서린(Buran-Catherine)’ 시스템을 사용하는 경우가 더 많을 것으로 보인다. 125mm 감손 우라늄탄은 1978년경부터 러시아에서 BM-32 포탄 형태로 제조되었으나, 실제로 배치된 적은 없으며, 이후 개발된 텅스텐 BM-42나 최신 BM-42M보다 관통력이 낮다.
2010년, 러시아는 예비로 보관 중이던 대규모 T-72B를 활용한 개량 사업을 시작했다. 이 재개조 전차는T-72B3(오비옉트 184-M3)라고 불린다.
2018년, 모스크바 제3중앙연구소는 로봇 전차 이동성에 대한 개념 증명 시범을 시험했으며, 이를 T-72B3 및 다른 플랫폼을 기반으로 추가 개발할 계획이었다.
2022년, 우크라이나 정보 소식통에 따르면 러시아의 T-72 전차 편대 개량은 러시아의 우크라이나 침공 중에 저속화되었고, 국제 제재로 인해 러시아 군수 산업이 영향을 받으면서 보다 현대적인 T-90과 T-14 아르마타 전차의 생산도 지연되었다고 한다. 그러나 2022년 8월에는 T-72와 T-90 전차 추가 생산이 이루어졌다. 또한, 새로운 T-72B3M 전차가 2022년 말에 인도된 것으로 알려졌다.

### 실전 역사
| 기간            | 전쟁                                    | 사용국                                                                            |
| --------------- | --------------------------------------- | --------------------------------------------------------------------------------- |
| 1979년 ~ 1987년 | 소비에트 연방의 아프가니스탄 침공       | 소련군                                                                            |
| 1980년 ~ 1988년 | 이란-이라크 전쟁                        | 이라크군                                                                          |
| 1982년          | 1982년 에티오피아–소말리아 국경 분쟁    | 에티오피아군                                                                      |
| 1982년          | 레바논 전쟁                             | 시리아 육군                                                                       |
| 1983년 ~ 2009년 | 스리랑카 내전                           | 인도 육군                                                                         |
| 1988년 ~ 1994년 | 나고르노카라바흐 전쟁                   | 아르메니아 및 아제르바이잔이 사용                                                 |
| 1988년 ~ 1993년 | 조지아 내전                             |                                                                                   |
| 1991년 ~ 1992년 | 1991년 ~ 1992년 남오세티야 전쟁         |                                                                                   |
| 1991년 ~ 2002년 | 시에라리온 내전                         | 엑스큐티브 아웃컴즈                                                               |
| 1990년 ~ 1991년 | 걸프 전쟁                               | 이라크군                                                                          |
| 1991년 ~ 2001년 | 유고슬라비아 전쟁전                     | 유고슬라비아 연방군                                                               |
| 1991년          | 10일 전쟁                               | 유고슬라비아 연방군                                                               |
| 1991년 ~ 1995년 | 크로아티아 독립 전쟁                    | 유고슬라비아, 크라지나 세르비아, 크로아티아, 스르프스카 공화국                    |
| 1991년 ~ 2002년 | 알제리 내전                             | 알제리군                                                                          |
| 1991년          | 1991년 이라크 봉기                      | 이라크군                                                                          |
| 1991년          | 8월 쿠데타                              | 소련군                                                                            |
| 1992년 ~ 1997년 | 타지키스탄 내전                         | 러시아군, 타지키스탄군                                                            |
| 1992년 ~ 1993년 | 압하지아 전쟁                           |                                                                                   |
| 1994년          | 르완다 내전                             | 우간다군                                                                          |
| 1996년 ~ 1999년 | 코소보 전쟁                             | 유고슬라비아 연방군                                                               |
| 1999년 ~ 2001년 | 프레세보 계곡 폭동(Preševo Valley)      | 유고슬라비아 연방군                                                               |
| 2001년          | 2001년 마케도니아 공화국 분란           | 마케도니아 공화국                                                                 |
| 1994년 ~ 1996년 | 제1차 체첸 전쟁                         | 러시아 육군                                                                       |
| 1999년 ~ 2009년 | 제2차 체첸 전쟁                         | 러시아 육군                                                                       |
| 2003년          | 이라크 침공                             | 이라크군                                                                          |
| 2008년          | 러시아‒조지아 전쟁                      | 러시아군, 조지아군                                                                |
| 2008년          | 남오세티야 전쟁                         | 러시아, 남오세티야, 조지아                                                        |
| 2011년 ~ 현재   | 시리아 내전                             | 정부군은 T-72 전차를 운용했고, 반군은 정부군으로부터 탈취한 T-72 전차를 운용한다. |
| 2011년          | 제1차 리비아 내전                       | 카다피 정부와 반카다피 세력                                                       |
| 2013년 ~ 2020년 | 남수단 내전                             |                                                                                   |
| 2014년 ~ 현재   | 러시아-우크라이나 전쟁                  | 우크라이나, 러시아 및 친러시아 분리주의자들                                       |
| 2014년          | 2014년 우크라이나 친러시아 분쟁         | 우크라이나, 친러시아 분리주의자                                                   |
| 2014년          | 러시아의 크림반도 합병                  | 러시아                                                                            |
| 2014년 ~ 2022년 | 돈바스 전쟁                             | [ 41 ] [ 42 ]                                                                     |
| 2022년          | 러시아의 우크라이나 침공                | [ 43 ]                                                                            |
| 2014년 ~ 2017년 | 이라크 전쟁 (2013년~2017년)             | 이라크                                                                            |
| 2015년          | 보코 하람 반란                          | 나이지리아                                                                        |
| 2016년          | 2016년 나고르노카라바흐 분쟁            | 아르메니아, 아제르바이잔                                                          |
| 2020년          | 제2차 나고르노카라바흐 전쟁             | 아르메니아, 아제르바이잔                                                          |
| 2020년 ~ 2021년 | 2020년 인도-중국 국경 분쟁              | 인도                                                                              |
| 2020년 ~ 2022년 | 티그라이 전쟁                           | 에티오피아, 티그라이 수비대                                                       |
| 2022년          | 2022년 키르기스스탄-타지키스탄 국경분쟁 | 타지키스탄                                                                        |
| 2023년 ~ 현재   | 수단 내전 (2023년~현재)                 | 수단 정부군                                                                       |

## 운용국 및 파생형

### 소련/러시아

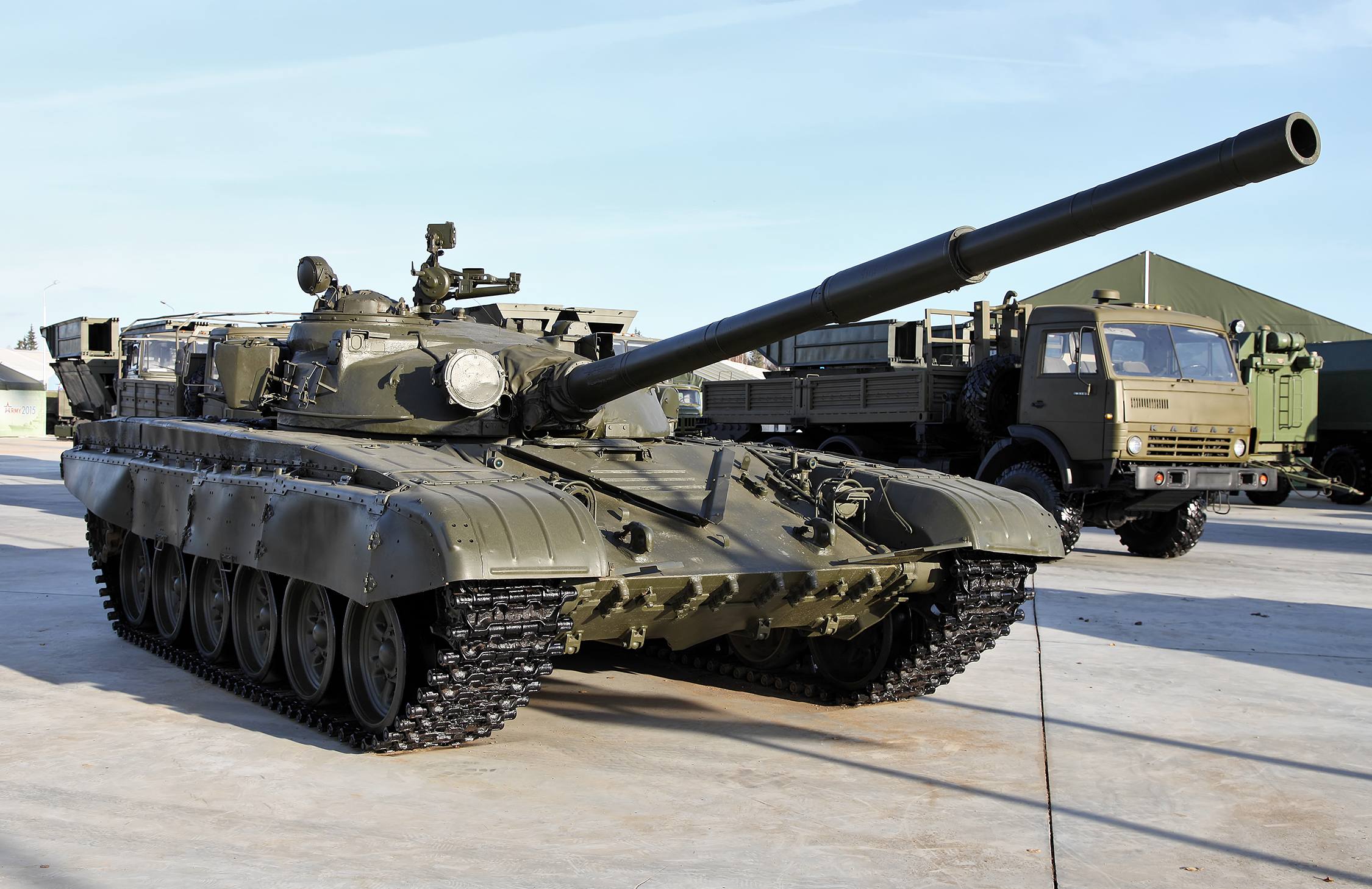

- T-72 우랄[44] - T-72의 극초기형으로, 적외선 투광기 후방의 광학식 거리 측정기 등은 T-64와 동일하나 이 이외의 사격통제장치는 T-64에 비하여 단순화된 모델이다. NSV 중기관총이 달린 전차장 큐폴라 전면에 광학식 거리측정기의 유리창이 튀어나온 것이 이후 개발된 기종들과의 차이점이다. 간혹 콘탁트-1 반응장갑을 급조 부착한 차량들도 있는데, 이 차량들은 비공식적으로 T-72V로 불린다.

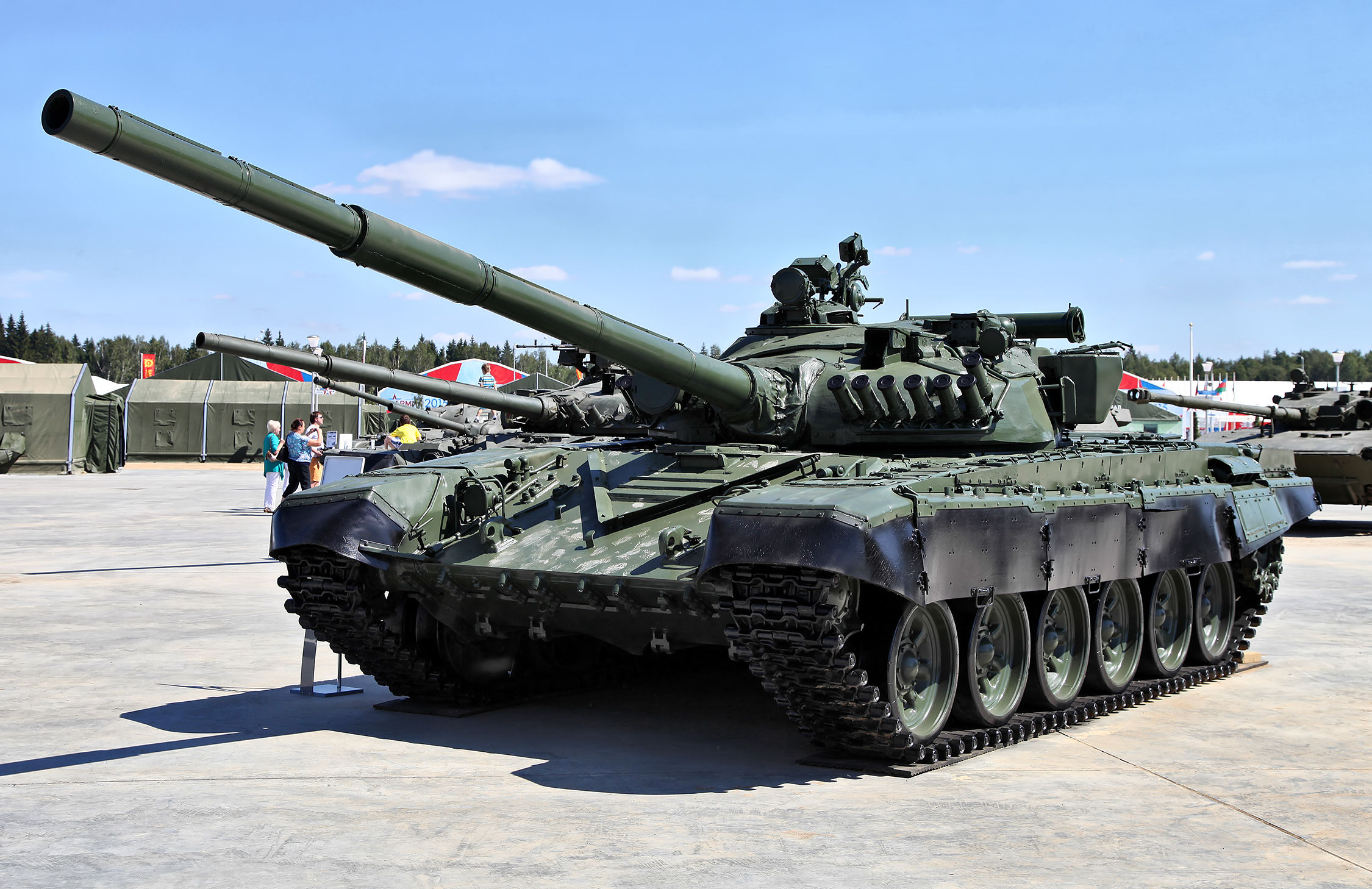

- T-72A - T-72 우랄과는 달리 광학식 거리 측정기가 철거되어 전차장 큐폴라 전면이 평평해졌는데, 이는 레이저 거리 측정기가 도입되어 포수용 조준경에 통합되었기 때문이다. 또한 포탑 전면에 장비된 연막탄 발사기 역시 T-72 우랄과의 차이점이다. T-72 U우랄의 초기형은 이후 사이드스커트나 상부 추가장갑 등의 개수가 이루어졌으며, 포탑 전면이 두꺼워졌다.

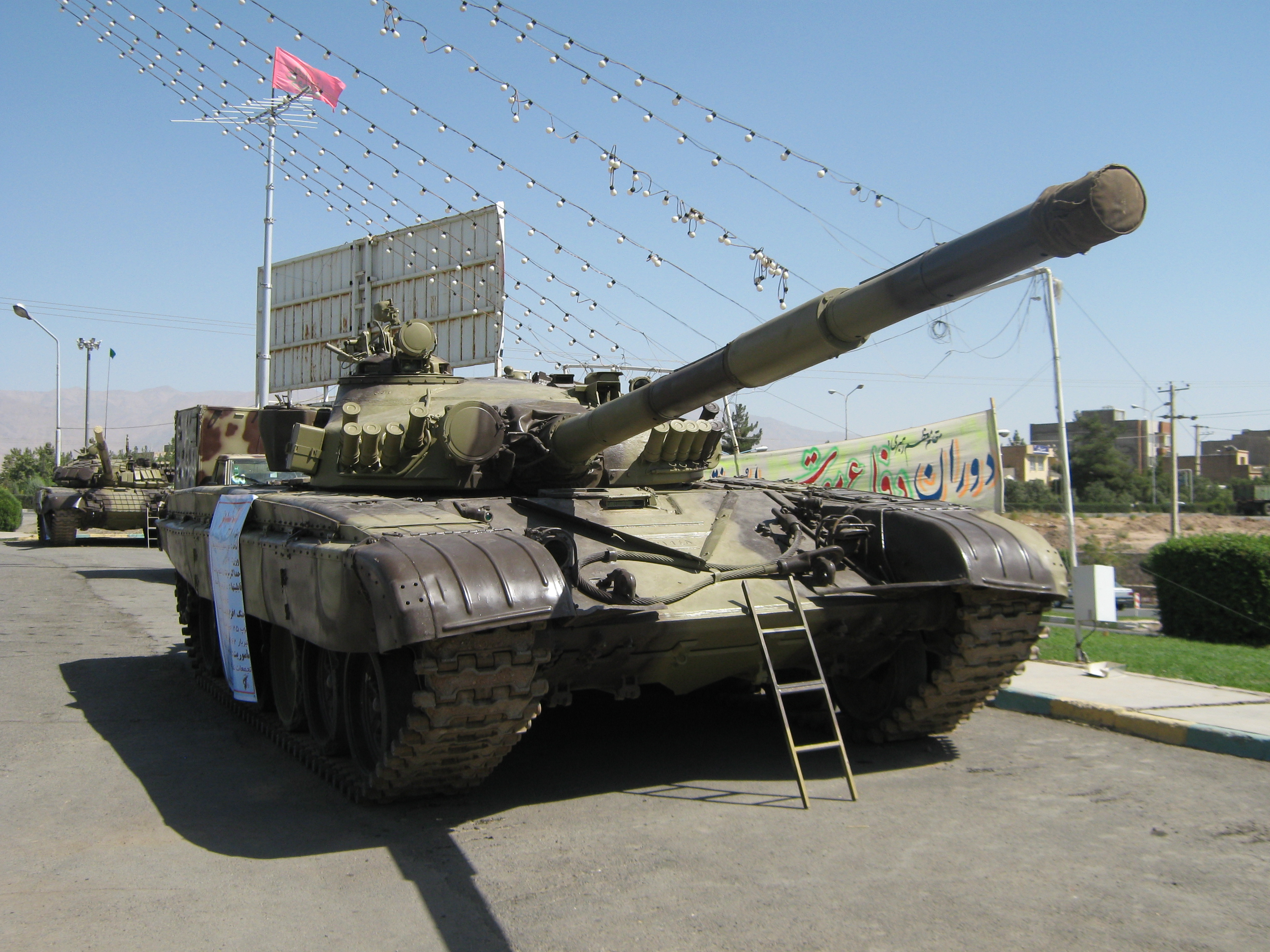

- T-72M/M1 - T-72우랄을 기반으로 한 T-72A의 수출형 다운그레이드 모델. 1978년 제식화(첫 T-72M 버전 기준). 폴란드와 구 체코슬로바키아에서도 생산되었다. T-72A에 비하여 열세이기 때문에 걸프 전쟁에서 M1A1을 비롯한 다국적군 전차에 참패하였다.

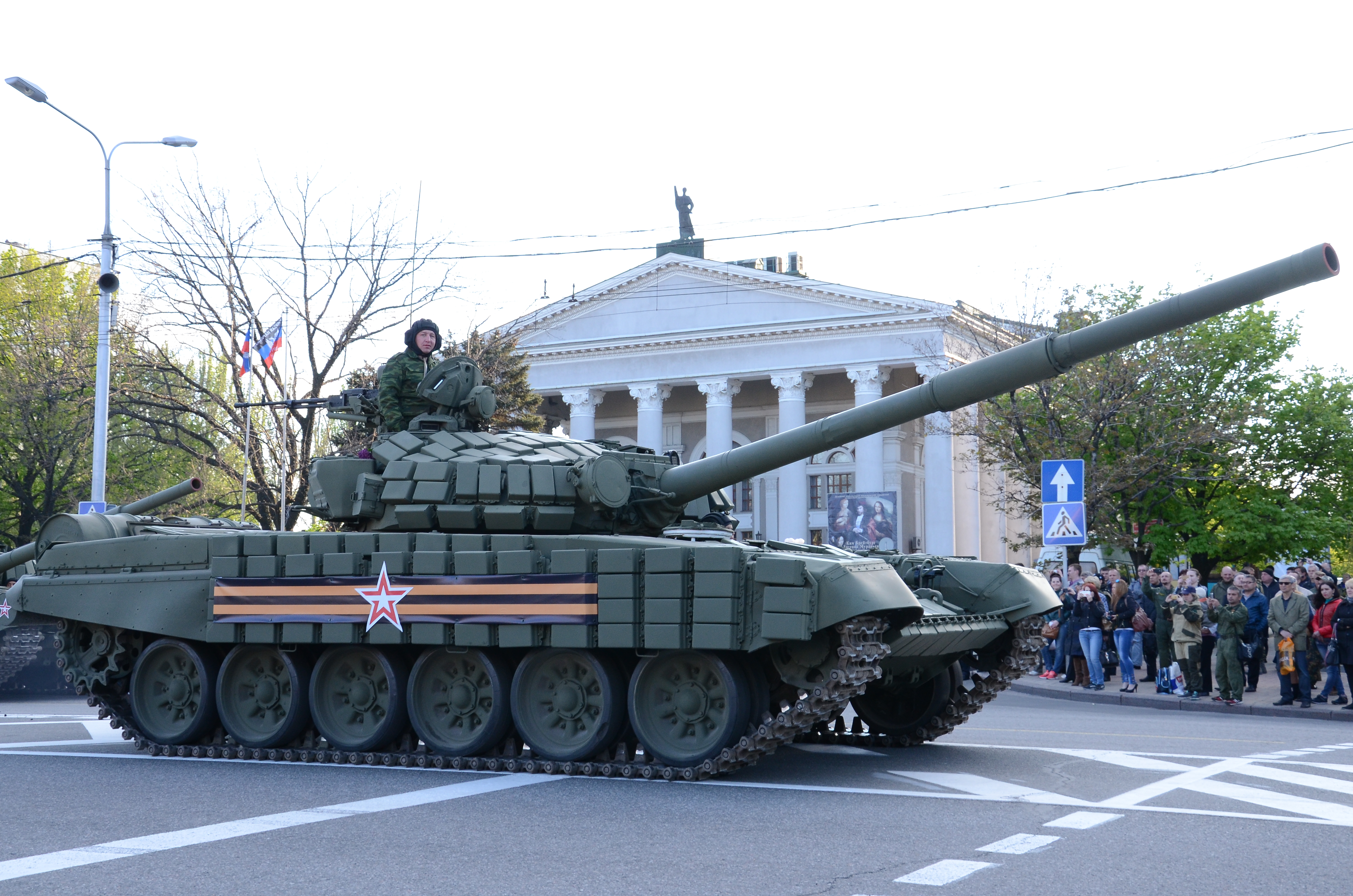

- T-72B - 주포가 신형 2A46M으로 교체되고 주포안정장치와 1A40의 문제점을 일부 개선한 1A40-1 등을 통해 주포 명중률을 개선함은 물론 9K119 대전차 미사일을 발사할 수 있다는 점이다. 다만 1K13등 사격통제장치의 생산량 부족으로 구형 T-72A의 TPN-3-49를 장착한 모델도 동시에 생산되었다. 이는 T-72B1으로 구분하며 대전차 미사일 발사기능이 없다.

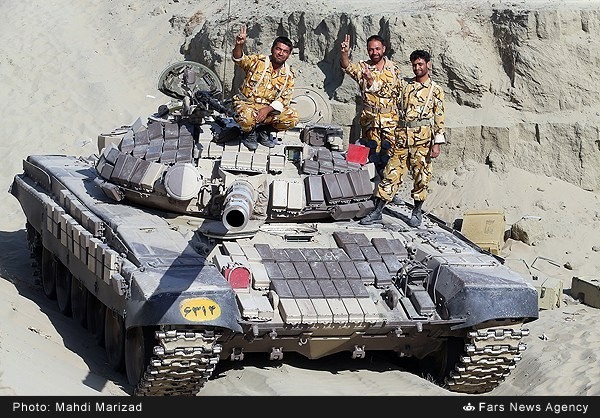

- T-72S - T-72B의 수출용 다운그레이드 모델.

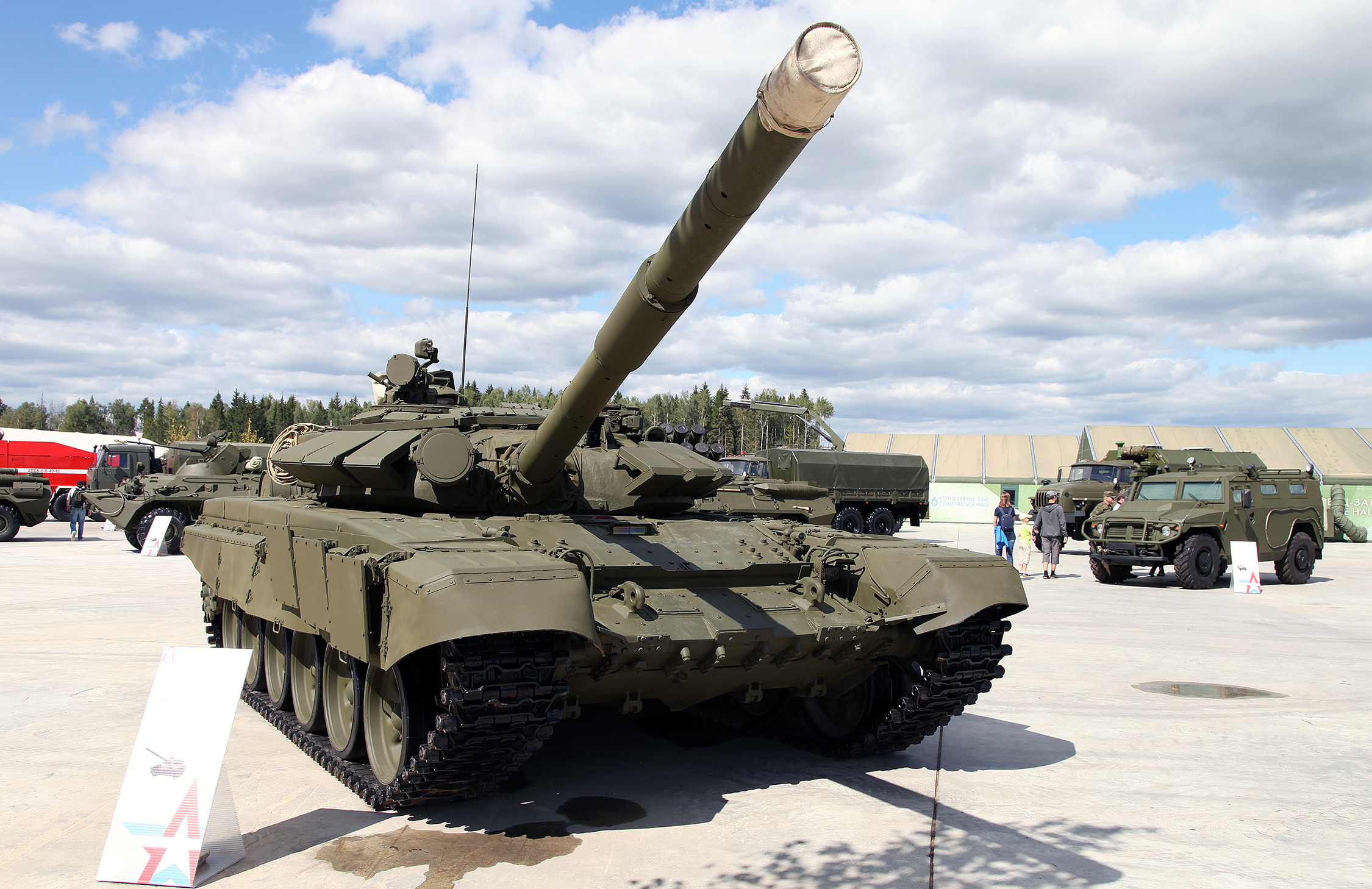

- T-72B (1985)- 신형 주포, 안정화 장치, 조준기 및 사격 통제 장치, 9K120 스비르(Svir) 유도 미사일 시스템, 고경도 강판으로 구성된 차체 복합 장갑, 포탑 장갑 내 개선된 복합재, 출력 840마력(630kW)으로 강화된 엔진.[44]
- T-72B3 2011년형 (~2010년형) - 이 파생형은 2010년, 예비로 보관 중이던 대규모의 T-72B를 활용해 시작되었다. 개량 전차는 Sosna-U 다채널 사수 조준기, 새로운 디지털 VHF 무전기, 개선된 자동 장전 장치, 2A46M-2 포(신형 탄약 호환), 9K119 레플렉스 유도 미사일 시스템, 신형 V-92S2 엔진, 콘탁트-5 폭발 반응 장갑 등을 적용받았다. 단, 위성항법 장치는 장착되어 있지 않다.

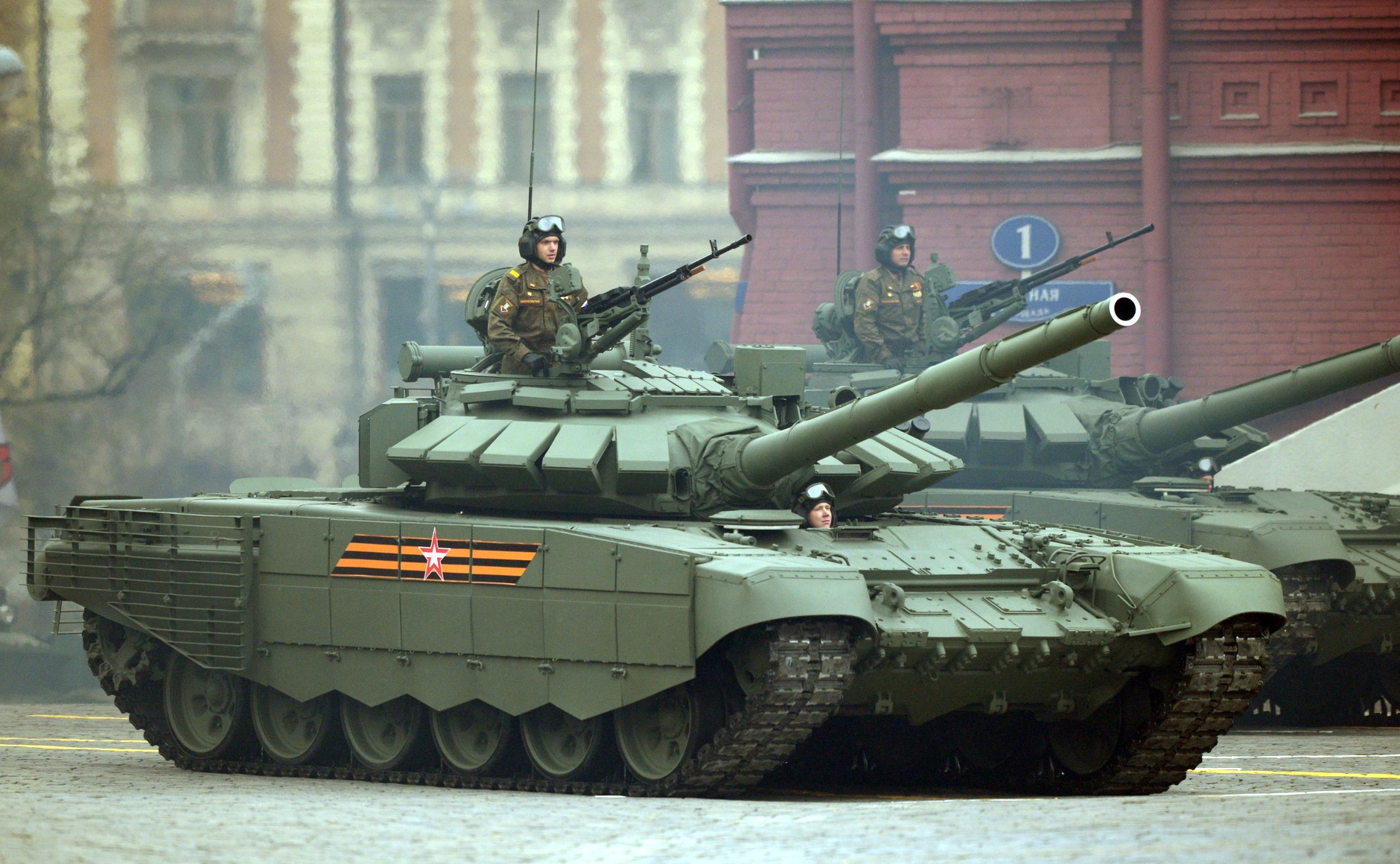

- T-72B3 2016년형 또는 T-72B3M - T-72B3 개량형으로, 측면에는 렐릭트 반응 장갑이 장착되고, 측면 스커트에는 소프트 컨테이너 반응 장갑과 슬랫 스크린이 적용되었다. 2A46M-5 포(신형 탄약 호환), 9K119M 레플렉스-M 유도 미사일 시스템, 출력 1,130마력(840kW) V-92S2F 엔진, 자동 변속기, 디지털 디스플레이 및 후방 카메라도 장착되었다. 일부 T-72B3M은 우크라이나에서 후진 속도가 눈에 띄게 증가한 모습이 관찰되었으나, 후진 변속기가 공식적으로 개선되었다는 보고는 없다.[17][18][19] 종종 잘못하여 "T-72B4"로 불리기도 한다. T-72 설계는 다음과 같은 해외 모델에도 활용되었다: T-72M4CZ(체코), PT-91 트바르디(폴란드), M-84(유고슬라비아), M-84AS1(세르비아), M-84D(크로아티아), 그리고 바빌론의 사자(이라크).
- T-72B3M - 현대화 개량형

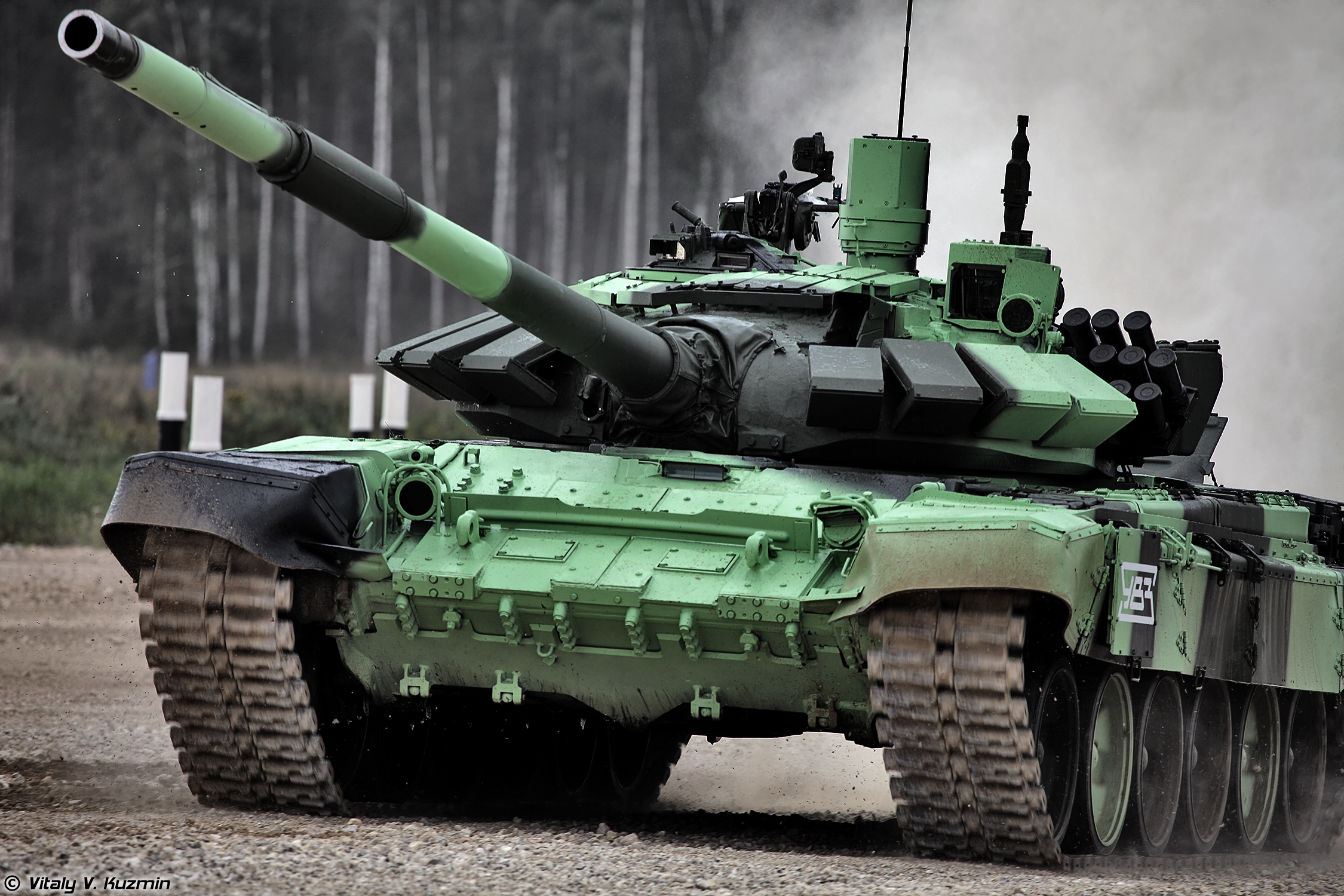

- T-72B4  - 탱크 바이에슬론용 개량형으로, T-72B3에 전차장용 열영상 장비가 추가되었다.

### 인도

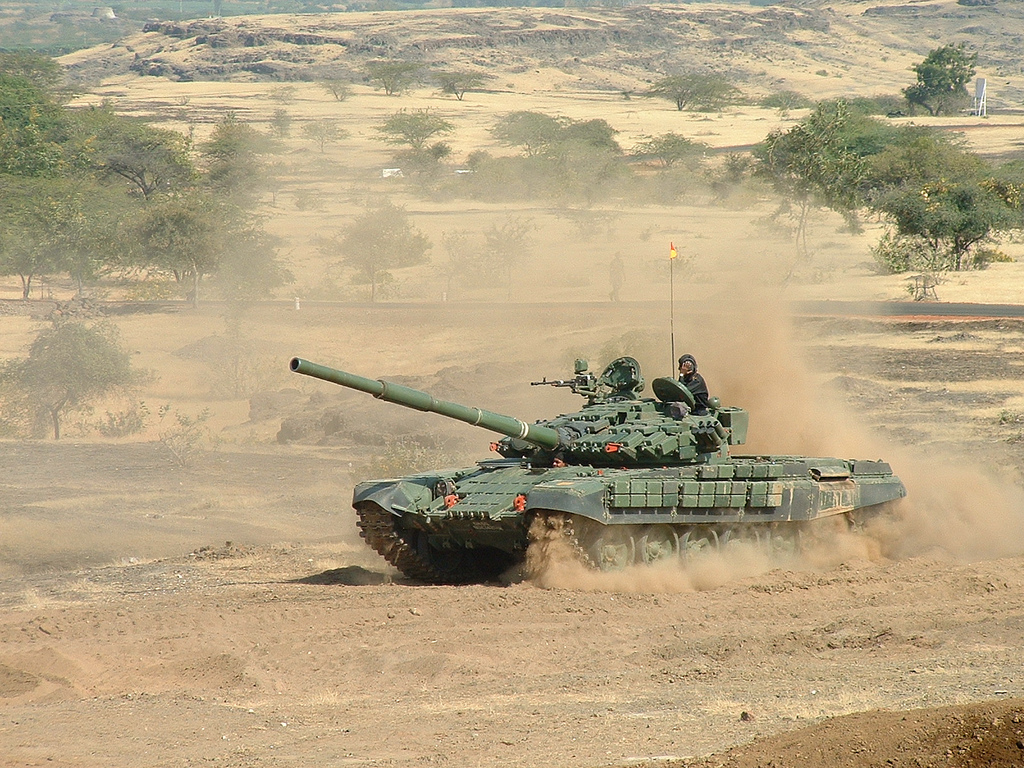
아제야 MK2

- 아제야 MK1(Ajeya MK1) - T-72M의 인도형. 구 소련으로부터 다양한 T-72를 사들이면서 인도는 아바디(Avadi)에 소재한 중공업단지에서 이 전차의 생산을 개시했다. 900여대가 생산되어 아제야(Ajeya)라는 이름으로 명명되었으며 1993년에 T-72M1 수준으로 개량되었다.[45]
- 아제야 MK2(Ajeya MK2) - T-72M1의 인도형
- Tank EX - 아준 전차의 포탑과 T-72의 차체를 결합한 모델. 시제품만 만들어졌다.

### 쿠바
- T-72 - 개량되지 않은 구 소련제 T-72 원형을 운용했다[46]
  - T-72M1 (구 소련군의 T-72M1과 다른 기종) - 소련제 통신기 대신 중국제 통신기 등을 장비한 개량형[46]
  - T-72M2 (구 소련군의 T-72M2와 다른 기종) - 대공기관총 전면에 강철 보호 방패를 추가했다.[46]

### 크로아티아
- M-84D 데그만 - M-84의 현대화 개수 시제품
- M-95 데그만 - M-91 비호르 전차에 기반한 3세대 전차

### 폴란드
PT-91 트바르디 - T-72의 폴란드 라이센스 생산형

## 운용국 현황

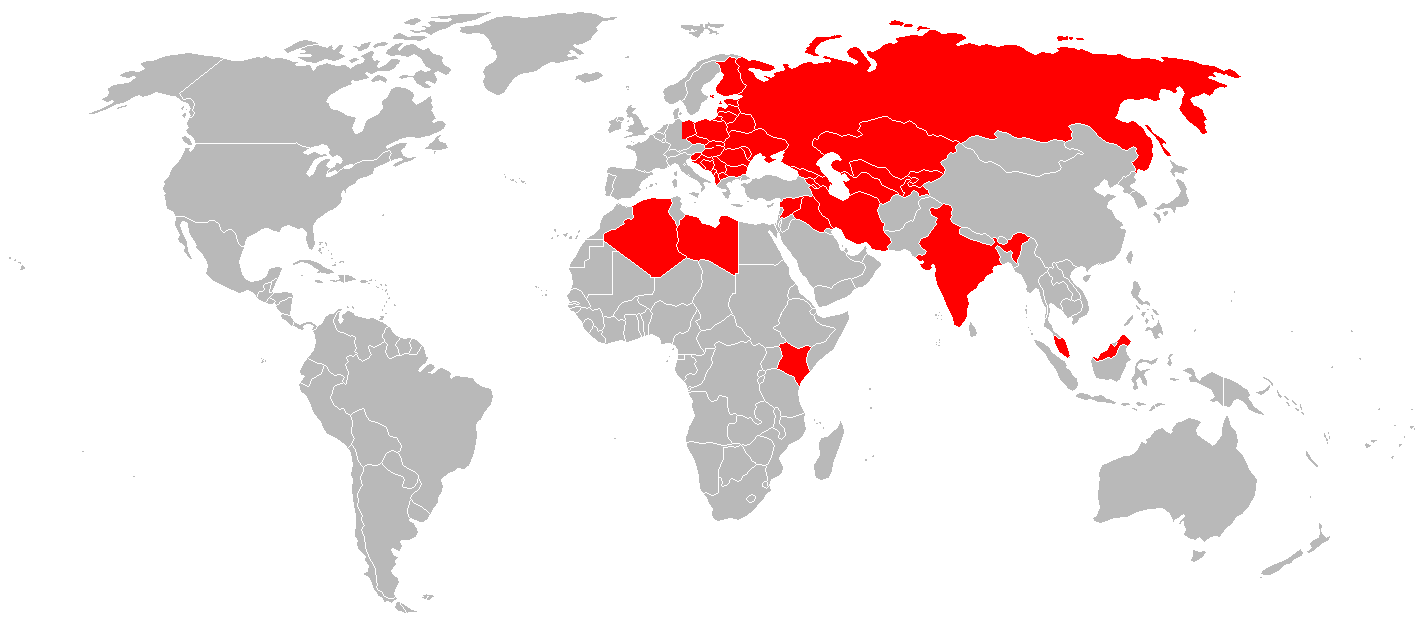
T-72 운용국

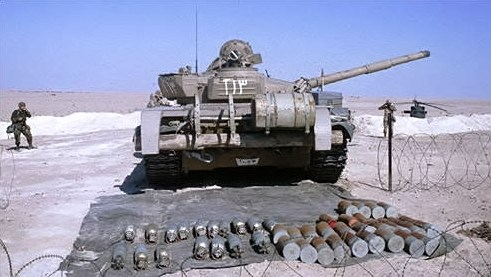
이라크 타지에 이라크 9 기계화사단 소속 T-72 전차와 BMP-1 보병전투차

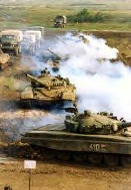
헝가리군의 T-72 전차

### 현재 운용국
| 국가           | 보유대수 | 비고 |
| -------------- | --- | ---- |
| 조지아         | Т-72B1, Т-72M, T-72, 우크라이나형 T-72A 등 225대 이상 |      |
| 남오세티야     | 2008년 남오세티야 전쟁에서 사용된 사실이 확인됨. 10대 |      |
| 러시아         | 2013년 기준 T-72B 및 T-72BA 1500대 (추가로 T-72, T-72A,T-72B 7500대 보관중) |      |
| 루마니아       | T-72 30대와 TR-125 3대 또는 5대를 운용 중이다. |      |
| 리비아         | 2003년 150대 |      |
| 북마케도니아   | 우크라이나로부터 30의 T-72A 및 T-72AK(지휘용)를 도입 |      |
| 말레이시아     | T-72s 139대 |      |
| 몽골           | 전차 100대 인도. 2023년 기준 T-72A 전차 50대 운용 중. |      |
| 모로코         | 2023년 기준 T-72B 전차 40대 운용 중, 약 60대는 비축. |      |
| 미얀마         | 2000년에서 2008년 사이 우크라이나로부터 300대의 T-72S를 도입. |      |
| 베트남         | 2005년 기준 120 ~ 150대. 폴란드로부터 공급받았다. |      |
| 벨라루스       | T-72B 1,465대 |      |
| 불가리아       | T-72M2 160대 및 대략 300대가량을 예비로 보관 중 |      |
| 세르비아       | T-72M 65대 |      |
| 슬로바키아     | T-72M 및 T-72M1 272대 운용 중 |      |
| 시리아         | 1,600대 |      |
| 아르메니아     | 2023년 기준 T-72A 및 T-72B 전차 390대 보유. |      |
| 아제르바이잔   | 2023년 기준 T-72A, T-72AV, T-72B, T-72SIM2 전차 404대 보유. |      |
| 알제리         | 500 |      |
| 압하스         | |      |
| 앙골라         | T-72M1 22대를 1999년에 벨라루스로부터 구입 |      |
| 에티오피아     | 예멘에서 50대 구매, 2011년에는 우크라이나에서 T-72UA1 전차 171대가 주문된 것으로 전해짐. |      |
| 예멘           | 2003년 39대 운용 |      |
| 우즈베키스탄   | 70대 |      |
| 우크라이나     | 1,180대 |      |
| 이라크         | 2009년 기준 새로운 이라크군에서는 T-72M1 전차 125대만 운용 중이다. 일부 T-72S 주력 전차는 민병대(PMF)에서 운용되고 있다. 일부 T-72 전차는 이란에서 Rakhsh 키트를 이용해 개량 및 현대화되었다.                                 |      |
| 이란           | 2002년부터 T-72M1 및 T-72S 480대 운용 중(1995년에 200대, 2000년에 120대 도입) |      |
| 인도           | T-72M 및 T-72M1을 1,700대가량 운용 중. |      |
| 체코           | 2025년 기준 T-72M4CZ 전차 30대가 운용 중이다. 2022년과 2023년 사이에 T-72M1 전차 50대가 우크라이나에 기증되었다. 이후 사용 가능한 모든 T-72M1 전차가 우크라이나에 기증되었으며, 마지막 T-72M1 전차는 2025년 봄 체코를 떠났다. |      |
| 카자흐스탄     | 2023년 기준 T-72BA 전차 350대 운용 중. |      |
| 쿠바           | 약 50대 |      |
| 크로아티아     | 2025년 기준, T-72M의 개량형인 M-84A4 스나이퍼 전차 74대가 운용 중이며, 레오파르트 2A8로 교체될 예정이다. 이 중 30대는 우크라이나에 기증될 예정이다.                                                                           |      |
| 키르기스스탄   | 210대 |      |
| 타지키스탄     | 44대 (2000년에 33대) |      |
| 투르크메니스탄 | 702대 |      |
| 폴란드         | T-72M1 586대(2005년 644대, 2006년 596대)와 T-72M1Z 135대를 운용하고 있다. T-72M1은 PT-91 기준으로 성능이 개량되었으며, PT-91은 98대를 운용하고 있다. 2010년에 퇴역했다.                                                       |      |
| 헝가리         | T-72, T-72M 및 T-72A 등 총 180대 |      |

### 예전 운용국
- 동독

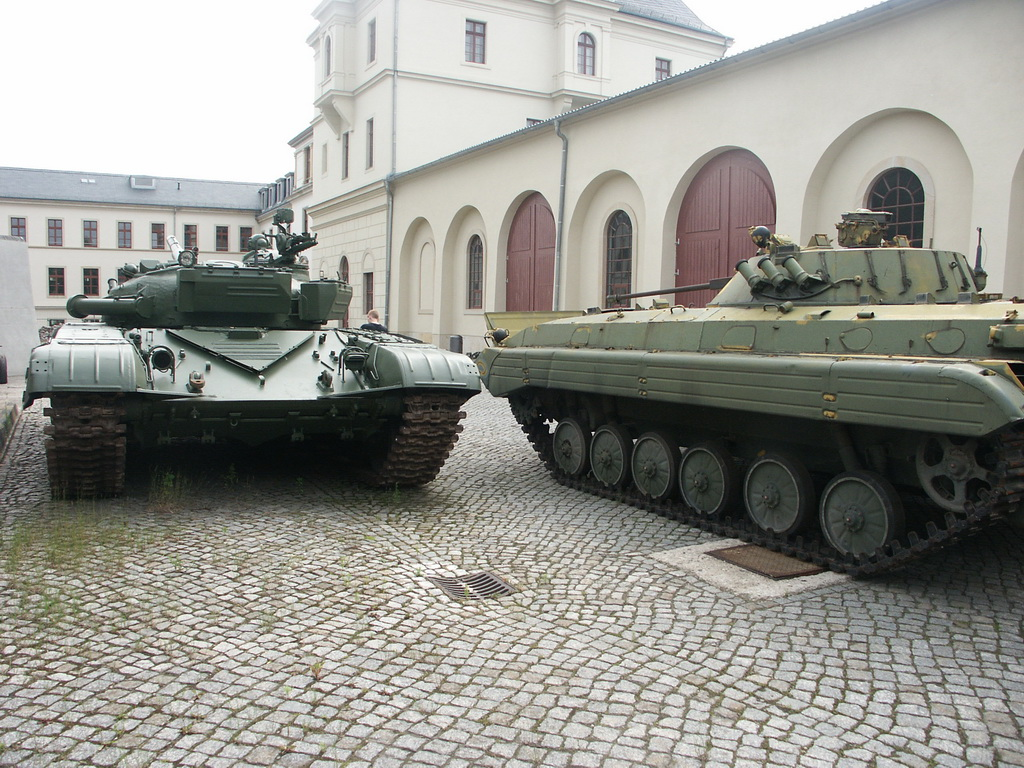
구 동독군의 T-72와 BMP-2 보병전투차

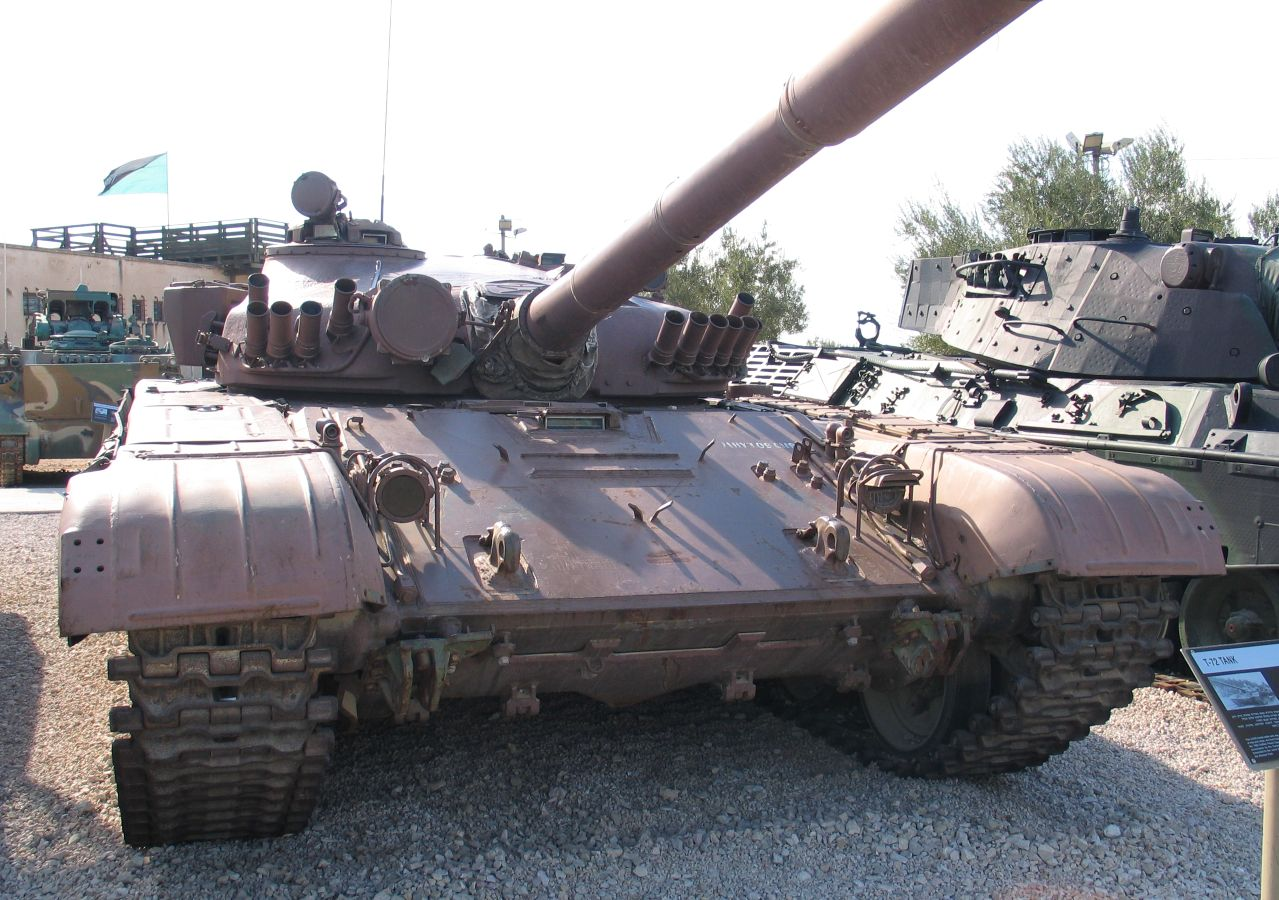
야드 알-시룐 박물관에 전시된 이스라엘군이 노획한 구 시리아군의 T-72M1

- 서독 - 구 동독군이 운용하던 T-72 589대를 인수하였으나 모두 해체, 해외 판매, 또는 박물관에 기증되었다.
- 세르비아 몬테네그로
- 소련
- 유고슬라비아
- 이스라엘 - 시리아군의 T72M을 노획하였으나 1대는 군사박물관에 있지만, 나머지는 어떻게 되었는지 정확하게 알려진 것이 없다.
- 체코슬로바키아
- 핀란드 - 160대 ~ 170대의 T-72M1을 운용했다. 1개 여단분인 70대를 1984년, 1985년 ~ 1988년, 그리고 1990년에 도입했으며, 97대(지휘형인 T-72M1K와 T-72M1K1 소수 포함)의 T-72M1는 1992년 ~ 1994년 사이에 독일에서 잉여재고품을 구입했다. 현재는 해체되거나 체코 공화국에 재고 물량을 팔았다.[61]

### 평가 및 적군 역할 훈련
- 오스트레일리아 - 독일에서 호주군으로 1대 기증, 평가용으로 사용됨.
- 캐나다 - 냉전 말기에 적군 역할 훈련(OPFOR)을 위해 도입된 구 동독 전차. 2000년에 운용 종료.
- 대한민국 - 적군 역할 훈련에 사용됨. 존재 여부는 기밀로 간주되었으나, 육군 초청 행사 이후 일반에 공개됨.[62]
- 조선민주주의인민공화국 - 1980년대에 이란으로부터 1대 인도.
- 스웨덴 - 1991년에 구 동독 T-72 전차 8대를 주로 소련 장갑 평가용으로 도입했다. 이 중 1대는 보존되어 있으며, 나머지는 훈련용으로 사용되고 있다.
- 미국
- 중화인민공화국 - 루마니아에서 연구용으로 산업 기계와 교환하여 1대를 도입했으며, 64식이라고 부른다. 또한 2023년 기준, 새로운 포탑을 장착한 국내 개량형이 중국에서 목격되었으며, 이는 제3국 수출을 목적으로 한 것으로 전해진다.

### 파생형
또한 T-72 차체는 다음을 포함한 다른 중장갑 차량 설계의 기반으로도 사용되었다.
- BMPT 터미네이터 - 중장 병참 호송 및 근접 전차 지원 차량.
- TOS-1 - 열압력식 다연장 로켓 발사기, 포탑 대신 30연장 발사기를 장착.
- BREM-1 - (Bronirovannaya Remonto-Evakuatsionnaya Mashina) – 12톤 크레인, 25톤 윈치, 도저 블레이드, 견인 장비 및 각종 공구를 갖춘 장갑 회수·정비 차량.
- IMR-2 - (Inzhenernaya Mashina Razgrashdeniya) – 11톤 텔레스코프 크레인과 집게, 조정 가능한 도저 블레이드/쟁기, 지뢰 제거 장치를 갖춘 전투 공병 차량.
- MTU-72 - (Tankovyy Mostoukladchik) – 장갑 다리 설치 차량으로, 50톤(55톤 단축) 하중의 교량을 18m(59피트) 길이로 3분 만에 설치할 수 있다.
- BMR-3 Vepr - (Bronirovannaja Mashina Razminirovanija) – 지뢰 제거 차량.

## 설계 특징

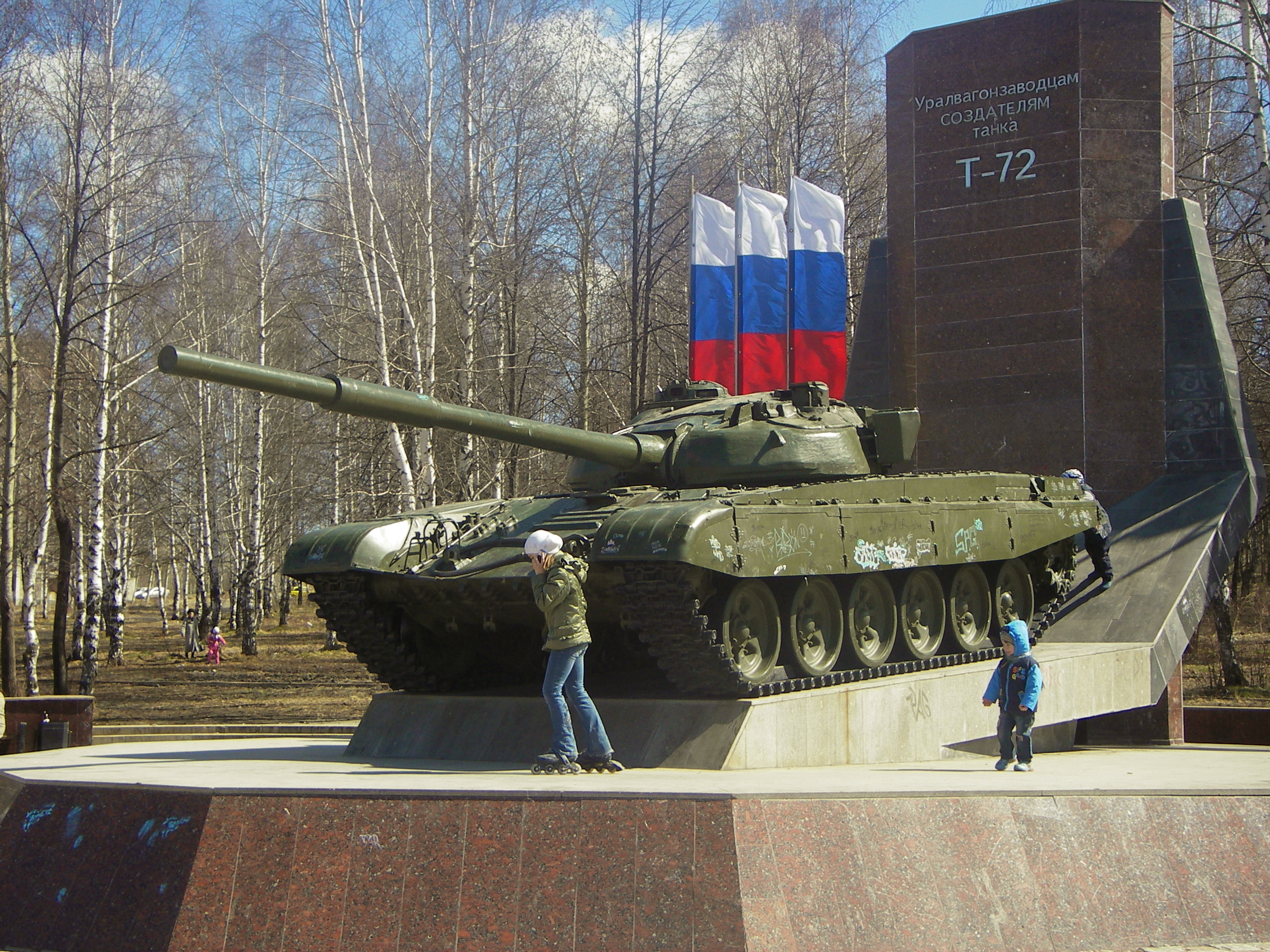
생산지인 니즈니타길의 T-72 기념비.

T-72는 소련 기원의 다른 전차 설계와 많은 설계 특징을 공유한다. 이 중 일부는 NATO 전차와 단순 비교할 때 단점으로 여겨지기도 하지만, 대부분은 제2차 세계대전에서 소련이 실제로 경험한 전투 방식을 기반으로 전차 운용을 구상한 결과물이다.

### 무게
T-72는 무게가 41톤으로 매우 가볍고, 서방의 주력 전차에 비해 크기가 매우 작다. 구 바르샤바 조약 기구 국가들의 일부 도로와 교량은 T-72가 대열을 유지하며 이동할 수 있도록 설계되었지만, NATO 전차는 아예 통과할 수 없거나 한 번에 한 대씩만 지나갈 수 있어 기동성이 크게 제한되었다. 기본형 T-72는 상대적으로 동력이 부족하며, 제2차 세계대전 시기 T-34용으로 설계된 500마력(370kW) V12 디젤 엔진의 과급형 780마력(580kW) 버전을 사용한다. 폭 0.58m의 궤도는 대형 차륜 위를 지나가며, 이로 인해 T-72 및 그 계열 전차를 쉽게 식별할 수 있으며 반면 T-64 계열은 차륜이 상대적으로 작다.
T-72는 현장에서 조립한 소형 스노클을 이용해 최대 5m깊이의 강을 잠수하여 건널 수 있도록 설계되었다. 승무원들은 비상 상황에 대비해 간단한 재호흡식 흉부 장치(rebreather chest-pack)를 개별적으로 착용한다. 만약 엔진이 수중에서 정지하면, 6초 이내에 재시동하지 않으면 압력 손실로 인해 엔진실이 물에 잠기게 된다. 스노클링 절차는 위험한 것으로 여겨지지만, 작전 기동성을 유지하는 데 중요한 과정이다.

### 화생방 방호력

T-72 승무원 구성: 1-조종수, 2-전차장, 3-사수, 4-자동 장전 장치

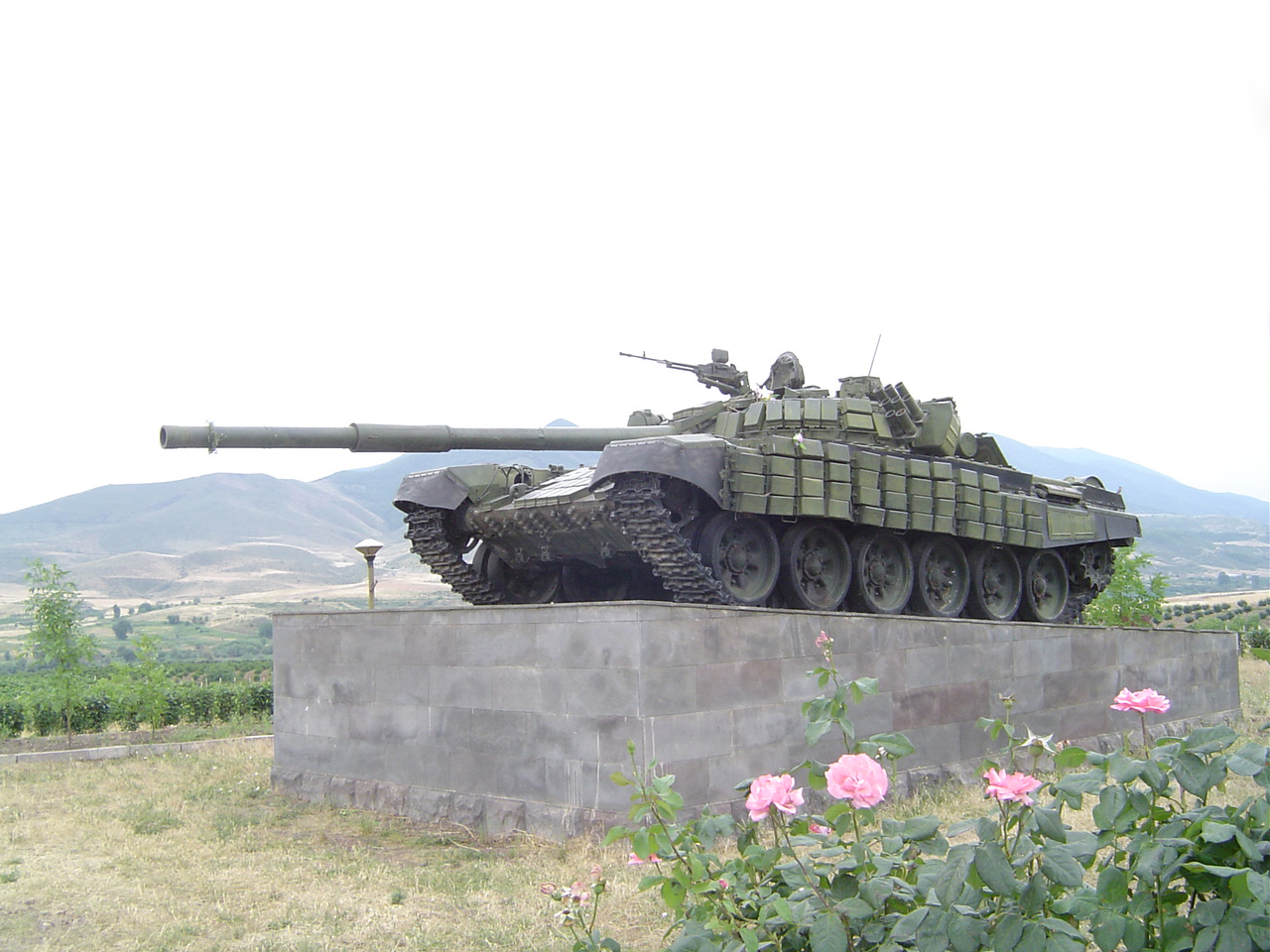
ERA를 장착한 T-72 기념비. 이 전차는 아스케란에서 아제르바이잔군 진지를 향해 전진하던 중 지뢰를 밟아 폭발이 일어났고, 아르메니아 승무원들은 모두 사망했다. 전쟁 후 전차는 복원되었다.

T-72에는 대량살상무기 방호 시스템이 장착되어 있다. 전차 차체와 포탑 내부는 붕소 화합물로 만든 합성 섬유로 안감 처리되어 있어, 중성자탄 폭발에서 발생하는 침투 방사선을 감소시키도록 설계되었다. 승무원은 공기 여과 시스템을 통해 깨끗한 공기를 공급받으며, 약간의 과압을 유지하여 베어링과 이음부를 통한 오염물 유입을 방지한다. 주포에 자동 장전기를 사용함으로써, 전통적인 수동 장전 전차보다 연막 제거가 효율적으로 이루어져 전투실의 NBC 격리가 이론상 무기한 유지될 수 있다.

### 전차 내부
모든 소련제 전차와 마찬가지로, T-72의 설계는 작은 크기와 장갑의 효율적 사용을 위해 차내 공간을 희생하였으며, 그 결과 네 번째 승무원은 자동 장전 장치로 대체되었다. 냉전 시대에는 소련 전차가 너무 비좁아 키 제한이 있었다는 잘못된 속설이 퍼져 있었는데, 최대 높이가 163cm라는 내용이다. 그러나 공식 규정에 따르면 T-72는 175cm까지 허용되어 당시 다른 전차와 동일한 수준이었다. 기본형 T-72는 전투용 전차의 제한된 기준으로도 매우 작은 잠망경 창을 갖추고 있으며, 조종수 해치를 닫으면 시야가 크게 제한된다. 조향 장치는 현대 서방 전차에서 흔히 사용되는 스티어링 휠이나 조종 요크 대신 전통적인 이중 틸러 방식이 적용되어, 양손을 거의 항상 사용해야 하고, 이는 7단 수동 변속기 조작을 복잡하게 만든다.

### 장갑
T-72의 장갑 보호력은 세대를 거듭할수록 강화되었다. 원형 "T-72 우랄” 오비옉트 172M(1973년형)의 포탑은 적층 장갑이 없는 기존의 고경도압연장갑(HHS) 장갑으로 만들어졌다. 최대 두께는 280mm, 전면 코 부분은 80mm로 추정된다. 새로운 복합 장갑의 경사장갑 두께는 205mm로, 80mm HHS, 105mm 2겹 적층 라미네이트, 20mm(0.79인치) 균질압연장갑 강판으로 구성되어 있으며, 경사 각도를 고려하면 시선선상 기준으로 약 500mm의 두께에 해당한다.1977년 T-72 오비옉트 172M의 장갑이 약간 변경되었다. 포탑에는 세라믹 주조 모래로 채워진 인서트가 추가되었고, 경사장갑 구성도 변경되었다. 새 구성은 60mm 고강도압연장갑, 105mm 유리 라미네이트, 50mm 균질압연장갑 강판으로 이루어졌으며, 소련 내부에서는 흔히 T-72 “우랄-1”로 불렸다. 다음 장갑 업그레이드는 T-72A(오비옉트 172M-1)에서 도입되었으며, 1976년에 설계되어 1979~1985년 사이 생산 라인에서 기존 모델을 대체했다. 1985년 T-72B(오비옉트 184)가 도입되면서 복합 장갑은 다시 한 번 변경되었다. 은퇴한 소령 제임스 M. 워포드(James M. Warford)에 따르면, T-72 기본형과 T-72M/T-72G MBT 이후 개발된 변형들은 포탑 내부에 석영 또는 모래를 채운 캐비티(cavity)가 포함된 주조강 포탑을 특징으로 하며, 이는 미국의 “퓨즈드 실리카(fused-silica)” 장갑과 유사한 형태라고 한다. 1977년에 생산이 시작된 T-72 1978년형(오비옉트172M sb-4)은 세라믹 봉으로 구성된 특수 장갑을 갖춘 새로운 포탑을 특징으로 한다.
T-72A는 두꺼워진 거의 수직 형태의 전면 장갑을 갖춘 새로운 포탑을 특징으로 한다. 외형 때문에 미 육군에서는 비공식적으로 “돌리 파튼(Dolly Parton)” 장갑이라는 별명이 붙었다. 이 포탑에는 새로 개발된 세라믹 봉 장갑 충전재가 사용되었고, 개선된 경사장갑 라미네이트가 적용되었으며, 새로운 고폭 대전차탄 대응 측면 스커트도 장착되었다.
T-72M은 방호력 측면에서 기본형 T-72 우랄 모델과 동일하며, 단일 주조강 포탑을 그대로 유지했다. 현대화된 T-72M1은 방호력 면에서 T-72A에 더 가까워졌다. 경사장갑판에는 16mm 두께의 고경도 강판(아플리케 장갑)이 추가되어, 시선선상 기준 두께가 43mm 증가했다. 또한 포탑에 세라믹 봉을 포함한 복합 장갑을 적용한 첫 번째 수출형 모델이었으며, 이를 ‘샌드바(Sandbar) 장갑’이라고 부르기도 했다. 포탑 장갑 구성은 본질적으로 "T-72 우랄-1”과 동일했으며, 소련군 전용 T-72A는 포탑 방호력이 약간 강화되었다.
여러 T-72 모델에는 반응 장갑(ERA)이 적용되었으며, 주로 고폭탄(HEAT)류 무기에 대한 방호력을 강화했다. 일부 후기형 T-72에는 운동 에너지탄에도 부분적으로 효과가 있는 범용 ERA인 콘탁트-5 ERA가 장착되었다. 이는 소련이 포획한 이스라엘 마가크-4 전차를 대상으로 실시한 시험에서 T-72의 전면장갑이 105mm M111 날개안정분리철갑탄에 관통될 수 있다는 결과가 나오자 대응책으로 추가된 것이다.
후기형 T-72, 예를 들어 T-72B는 개선된 포탑 장갑을 갖추었으며, 전면부가 눈에 띄게 불룩해졌다. 이 형태는 서방 정보기관에서 ‘슈퍼 돌리 파튼(super-Dolly Parton)’ 장갑이라는 별칭으로 불렸다. T-72B의 포탑 장갑은 모든 소련 전차 장갑 중 가장 두껍고 효과적이었다. 심지어 T-80B의 전면 장갑보다도 더 두꺼운 수준이었다. T-72B에는 새로운 "반사판 장갑(reflecting-plate armour, броня с отражающими листами)"이 적용되었다. 이는 주조 포탑 전면의 빈 공간을 강철과 비금속(고무) 층을 교대로 적층한 라미네이트 구조로 채운 형태였다. 이러한 구조는 고폭탄과 날개안정분리철갑탄에 대한 방호력을 모두 높이는 효과를 냈다. T-72B의 차체 전면 경사 장갑에는 20mm두께의 추가 장갑이 부착되었다. 또한 후기형 T-72B/B1과 일부 T-72A에서는 차체 상부에 대전차 고폭탄의 누적탄 제트 및 핵전장 환경을 대비하기 위한 방사선 차폐층(anti-radiation layer)이 도입되었다.
초기형 T-72는 측면 스커트를 장착하지 않았다. 대신 원형 기본 모델은 차체 전방 양쪽에 gill또는 flipper형태의 장갑 패널을 갖추고 있었다. 1979년에 등장한 T-72A는 처음으로 서스펜션 상부를 덮는 플라스틱 측면 스커트를 장착했으며, 연료 탱크와 적재함 측면을 보호하기 위한 분리된 패널도 설치되었다.
소련 붕괴 이후, 미국과 독일의 분석가들은 콘탁트-5 반응장갑(ERA)이 장착된 소련제 T-72 전차를 조사할 기회가 생겼다. 그 결과, 이 전차들은 냉전 시기의 미국 및 독일 전차 포탄과 대전차 무기의 대부분에 대해 사실상 관통이 불가능하다는 것이 확인되었다. 미 육군 대변인은 전시회에서 “걸프전에서 수출형 T-72의 성능 저하로 인해 계속 퍼져온 ‘소련의 열세’는 이제 완전히 사라졌다. 이번 시험 결과는 만약 나토와 바르샤바 조약기구 간의 충돌이 유럽에서 일어났다면, 소련이 장갑 분야에서 동등한 수준 또는 우위까지 가졌을 것임을 보여준다”라고 밝혔다. 콘탁트-5와 같은 운동에너지(KE) 대응 폭발반응장갑은 M829A3 날개안정분리철갑탄의 개발을 촉진시켰다.
1980년대 후반, 소련은 오비옉트 187(또는 T-72BI)을 개발했는데, 이는 오비옉트 188(T-90 전차)의 병행 프로젝트였다. 이 전차는 T-72B를 기반으로 하되, 포탑이 대폭 개조된 형태였다. 오비옉트 187은 포탑과 차체 전면에 복합장갑(“슈퍼 돌리 파튼” 복합장갑)을 사용했으며, 나머지 부분은 균질압연장갑(RHA)을 적용했다. 장갑은 세라믹이나 고밀도 우라늄 합금과 같은 특수 소재가 포함되었을 가능성이 있다. 반응장갑(ERA)을 제외한 수동장갑의 최대 물리적 두께는 RHA 기준 최대 950mm에 달했다. 콘탁트-5 ERA가 장착되었을 경우, T-72BI의 전면 장갑은 NATO의 120mm L/44 전차포에도 관통되지 않았다. 그러나 소련 붕괴 이후, 오비옉트 187은 채택되지 않았다.
2021년, 러시아 육군의 T-72B3 전차들이 포탑 위에 높게 설치된 위장 차폐망을 장착한 모습이 목격되었다. 이 스크린은 FGM-148 재블린 대전차 미사일이나 무인항공기(UAV)에서 발사되는 소형 공대지 무기 등 공중에서 오는 공격 무기로부터 전차를 보호하기 위한 일종의 장갑 역할을 하는 것으로 보였다.

### 추정 방호 수준
다음 표는 다양한 T-72 모델의 추정 방호 수준을 압연 균질 장갑(RHA) 등가치로 나타낸 것이다. 예를 들어, T-72B의 포탑 복합장갑은 날개안정분리철갑탄에 대해 520mm 두께의 장갑강과 동등한 방호력을 제공한다.
| 전차                              | 포탑vs 날개안정분리철갑탄 | 포탑 vs 대전차고폭탄 | 차체 vs 날개안정분리철갑탄 | 차체 vs 대전차고폭탄 |
| 전차                              | mm                        | mm                   | mm                         | mm                   |
| --------------------------------- | ------------------------- | -------------------- | -------------------------- | -------------------- |
| T-72 'Ural' (1973)                | 480–510                   | 740–800              | 335–410                    | 410–450              |
| T-72A (1979–1985)/(1988)+콘탁트 1 | 410–500                   | 500–560              | 360–420                    | 490–500              |
| T-72M (1980)                      | 380                       | 490                  | 335                        | 450                  |
| T-72M1 (1982)                     | 380                       | 490                  | 400                        | 490                  |
| T-72B+Kontakt 1 (1985)            | 520–540                   | 900–950              | 480–530                    | 900                  |
| T-72B+Kontakt 5 (1988)            | 770–800                   | 1180                 | 690                        | 940                  |

Kontakt 1 또는 5는 후속 ERA 장비인 렐릭트로 교체할 수 있으며, 이는 탠덤 탄두를 방어하고 날개안정분리철갑탄의 관통력을 50% 이상 감소시킨다. T-72B의 경우, 렐릭트를 장착하면 포탑의 APFSDS 방호력은 1,000–1,050mm, 차체는 950–1,000mm로 향상된다. 렐릭트는 T-90M에 기본 장착되며, T-90에는 여전히 콘탁트 5가 기본 장착된다.

## 주포

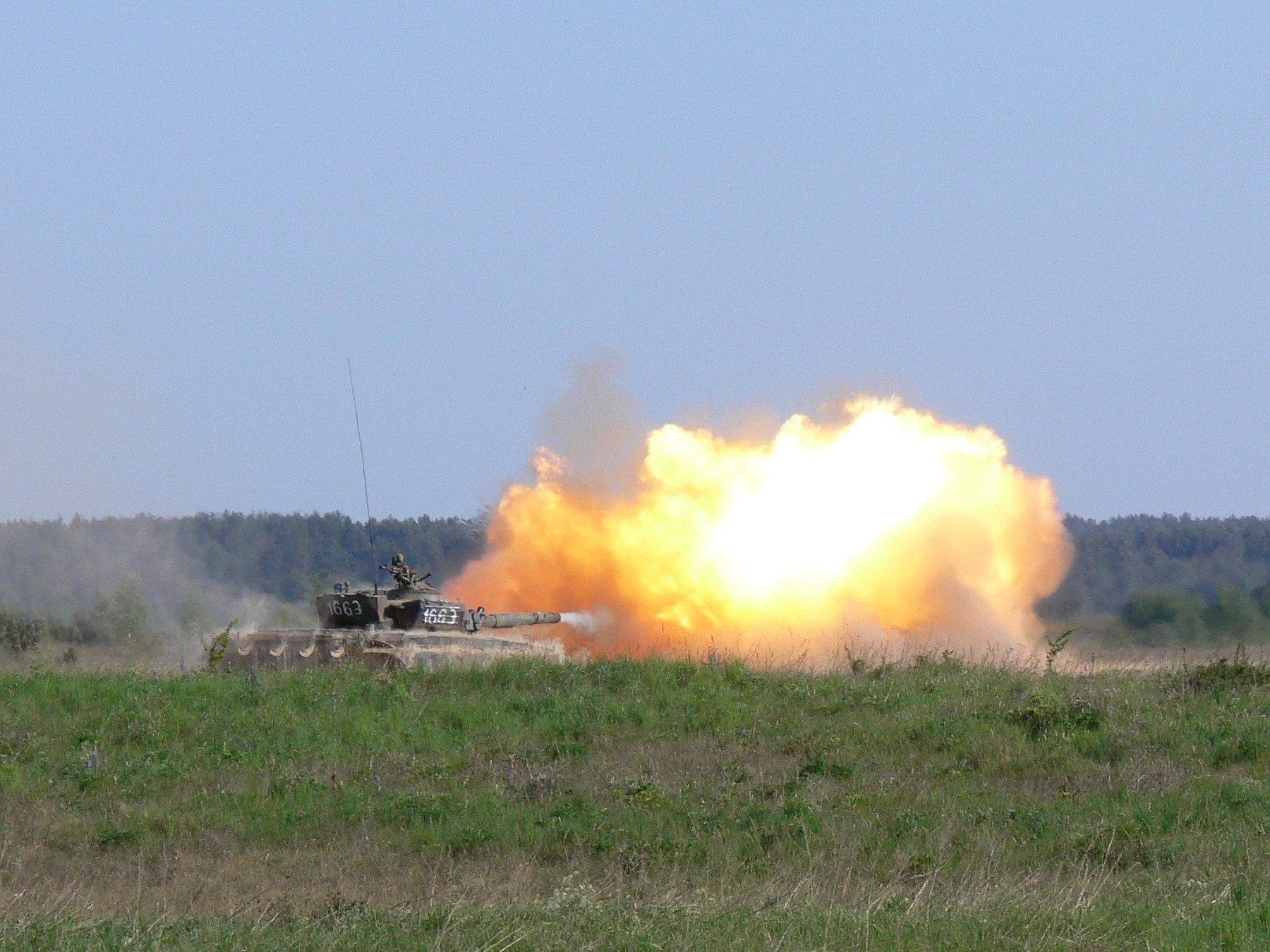
훈련 중인 폴란드 T-72 발사 장면

T-72는 125mm 2A46 계열 주포를 장착하고 있는데, 이는 동시대 서방 주력전차(MBT)에 장착된 표준 105mm 포보다 20mm 더 큰 구경이며, 현대 서방 MBT에 흔히 사용되는 120mm/L44 포보다도 약간 더 크다. 전형적인 소련 전차처럼 이 포는 대전차 유도미사일과 주포 표준 탄약, 즉 고폭탄 및 날개안정분리철갑탄 등을 발사할 수 있다.
원래 T-72 오비옉트 172M(1973)은 T-64에 처음 장착되었던 2A26M2 주포를 사용했다. 포신 길이는 6,350mm, 즉 50.8구경장이며, 최대 설계 압력은 450MPa였다. 포신은 전기 도금 크롬으로 처리되었지만 열 차폐용 슬리브는 없었다. 이 포는 3VBM-3 탄(3BM-9 강철 투사체 삽입)과 3VBM-6 탄(3BM-12 텅스텐 삽입 날개안정분리철갑탄)을 발사할 수 있어, 각각 0도 각도에서 2,000m 거리 기준 RHA 강철 245mm) 및 280mm를 관통할 수 있었다. 날개안정분리철갑탄 외에도, T-72 오비옉트 172M은 3VBK-7 탄(3BK-12 HEAT 탄두)과 3VBK-10 탄(3BK-14 HEAT 탄두)을 발사할 수 있었다. HEAT 탄은 각각 0도 각도에서 균질압연장갑 420mm와 450mm(를 관통할 수 있었다. 고폭탄(HE)으로는 3WOF-22 탄(3OF-19 탄두) 또는 3WOF-36 탄(3OF-26 탄두)이 제공되었다. 모든 탄종에는 Zh40 추진약이 사용되었다. 원래 주포 구성에는 2E28M "Siren" 2축 전기유압식 안정기가 함께 장착되어 있어, 초당 0.05~6도 속도로 자동 안정화를 가능하게 했다.
T-72 오비옉트 172M(1973)이 생산에 들어갈 무렵에도, 서방의 장갑 발전에 대응하기 위해 새로운 탄약이 개발되었다. 1972년부터 두 가지 새로운 APFSDS 탄이 도입되었는데, 3VBM-7 탄은 3BM-15 텅스텐 삽입 투사체를 사용했고, “저가형” 3VBM-8 탄은 3BM-17 삽입체를 사용하지만 텅스텐 카바이드 플러그는 없었다. 이 탄들은 각각 0도 각도에서 2,000m 거리 기준 RHA 강철 310mm(12인치)와 290mm(11인치)를 관통할 수 있었다. 동시에 범용 Zh52 추진약이 도입되었다. 1970년대 동안 3VBM-7은 T-72 오비옉트 172M 전차에서 가장 흔히 사용된 날개안정분리철갑탄이었다.
2A26M2 모델 포의 명시된 포신 수명은 HE/HEAT 기준 600발, 즉 600 EFC(유효 전체 약실) 또는 날개안정분리철갑탄 기준 150발이었다.
T-72 주포의 평균 오차는 1,800m 거리에서 1m였다. 최대 사거리(양각 제한으로 인함)는 3,000m이며, 포에서 발사되는 대전차 미사일을 사용할 경우 조준 사격 한계는 4,000m이다. T-72 주포에는 발사 후 포신에서 연기를 신속히 배출할 수 있도록 압력 보조 드럼이 내장되어 있다. 125mm 포신은 철근 벽 40cm를 뚫고 탱크를 돌진시킬 수 있을 정도로 내구성이 있지만, 이렇게 사용할 경우 이후 사격 시 정확도에는 악영향을 미친다.
대다수의 T-72에는 장거리 야간 시야 확보와 적외선 램프 없이도 운용 가능한 고급 FLIR 열영상 조준기가 장착되어 있지 않다. 대부분의 T-72는 특유의 ‘루나(Luna)’ 적외선 조준경를 갖추고 있다. 수출형 개량형에는 고급 야간 조준기를 설치할 수 있다.

### 자동장전장치

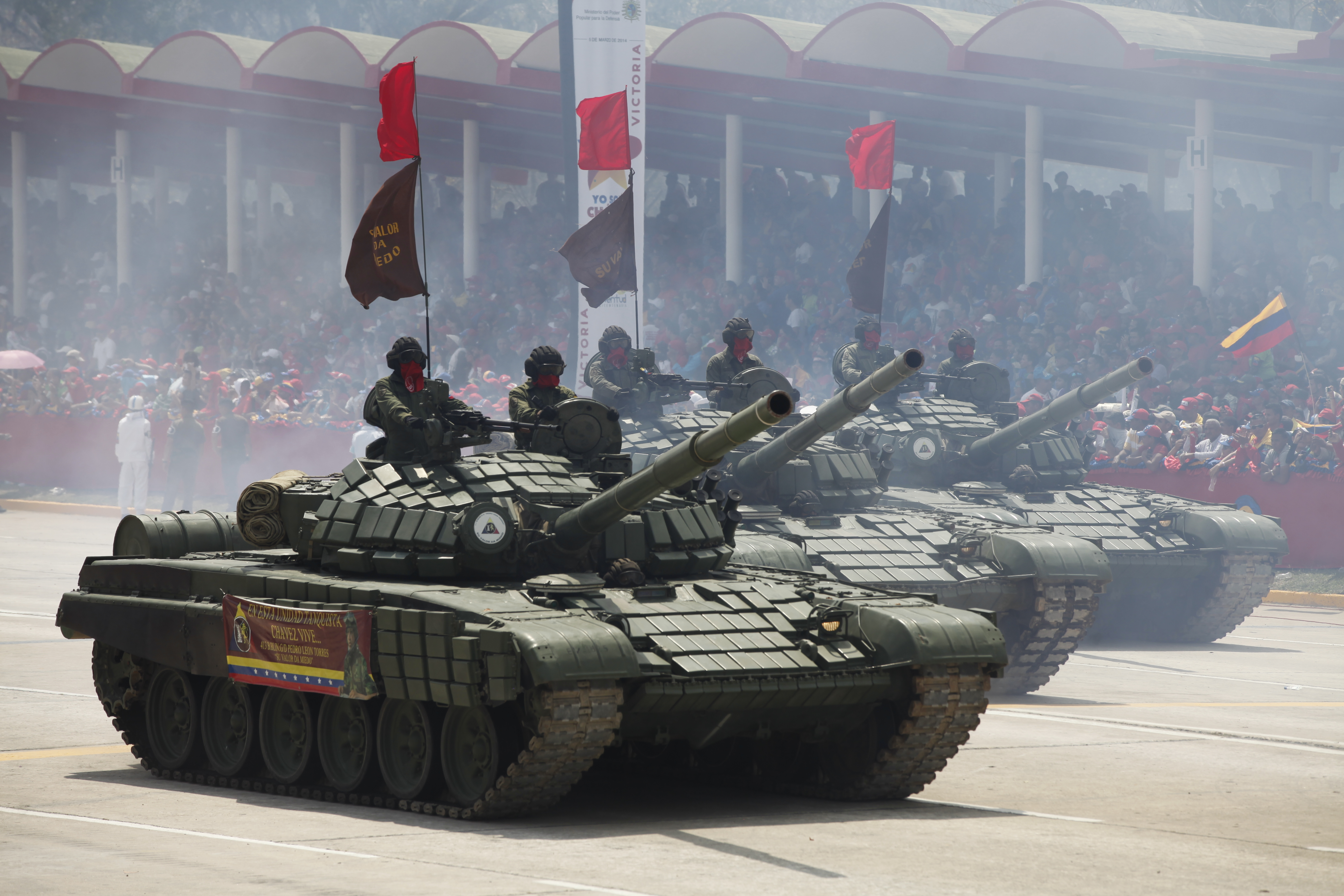
2014년 3월, 베네수엘라군이 전 대통령 우고 차베스를 기리는 퍼레이드에서 선보인 T-72B1V 전차들

이전의 국내용 T-64와 마찬가지로, T-72에는 자동 장전 장치가 장착되어 있어 전담 승무원이 필요 없고, 탱크의 크기와 무게를 줄일 수 있었다.
그러나 자동 장전 장치는 눈에 띄게 다른 설계를 가지고 있다. T-64와 T-72 모두 125 mm 탄약(탄체와 완전 추진 약실, 또는 미사일과 축소 추진 약실)을 두 부분으로 나누어 각각 별도의 장전 트레이에 위아래로 배치하지만, 먼저 T-64의 경우 이들 28개 트레이가 포탑 링 바로 아래에 원형으로 수직 배열되어 있으며, 회전시켜 정확한 트레이를 포탑 후방의 호이스트 시스템 아래 위치시키는 구조였다. 이 방식은 포탑과 탱크 나머지 부분, 특히 운전수를 분리시키는 단점이 있었다. 차체에 접근하려면 트레이 일부를 제거해야 했다. T-72는 폭이 적게 필요한 설계를 사용하며 포탑 격실을 분리하지 않는다. 트레이는 전투 격실의 가장 아래쪽에 원형으로 배치되며, 그 대신 트레이 수가 22개로 줄어든다. 두 번째 차이점은 T-64에서 트레이가 서로 경첩으로 연결되어 위치에 들어갈 때 열리며, 탄체/미사일과 추진 약실을 한 번에 장전구로 밀어 넣을 수 있었던 반면, T-72에서는 트레이가 그대로 장전구로 이동하며, 하단 슬롯에 탄체, 상단 슬롯에 약실이 위치하고 기계식 래머가 순차적으로 장전하기 때문에 재장전 주기가 더 길어진다.
자동 장전 장치는 최소 장전 주기가 6.5초(대전차 미사일은 8초)이며, 최대 장전 주기는 15초이다. 후기 버전에서는 연속 장전 모드를 사용해 5초 미만에 장전이 가능하며, 이를 통해 13초 만에 3발 발사가 가능하다.
자동 장전 장치에는 화약 케이스를 다음 장전 주기 동안 포탑 후방의 개방 포트를 통해 배출하는 자동 케이스 제거 메커니즘도 포함된다.
자동 장전 장치는 포신을 수직 안정기와 분리한 뒤 수평선보다 3도 위로 들어 올려 포신 뒤쪽을 하강시키고 장전 트레이 및 래머와 정렬시킨다. 장전 중에도 조준수는 수직으로 독립적인 조준기를 사용하여 조준이 가능하다. 레이저 거리측정기와 탄도 계산기를 이용하면 최종 조준에 추가로 3~5초가 필요하지만, 이 과정은 자동 장전의 마지막 단계와 병행되어 동시에 진행된다.
자동 장전 장치에 장전되는 22발 외에도, T-72는 차체에 17발을 일반식으로 보관하며, 이는 비워진 자동 장전 트레이에 장전하거나 직접 주포에 장전할 수 있다.
자동 장전 장치에 남은 장탄이 보관되는 방식은 결함으로 지적되었다. 관찰자들은 관통탄에 맞으면 연쇄 폭발이 쉽게 일어나 모든 장탄이 폭발할 수 있으며, 그 결과 포탑이 날아가는 이른바 "잭인더박스" 폭발(T-72처럼 포탑 내부에 남은 장탄이 관통탄에 맞아 연쇄 폭발할 때, 포탑이 폭발적으로 날아가는 현상)이 발생한다고 밝혔다. 이러한 취약성은 걸프 전쟁에서 처음 관찰되었다. 하지만 일반적인 믿음과 달리, 이 결함은 대부분 자동 장전 장치 외부, 포탑 내 예비 장탄과 관련되어 있다. 자동 장전 장치는 일부 탄도 보호 기능을 가지지만 T-72 장탄의 절반 정도만 장전할 수 있다. 1994년 체첸 전쟁에서 러시아군은 포탑 외부의 장탄을 줄이고 자동 장전 장치에만 장탄과 추진약을 보관함으로써 손실을 줄일 수 있었다.

### 운용국과 운용

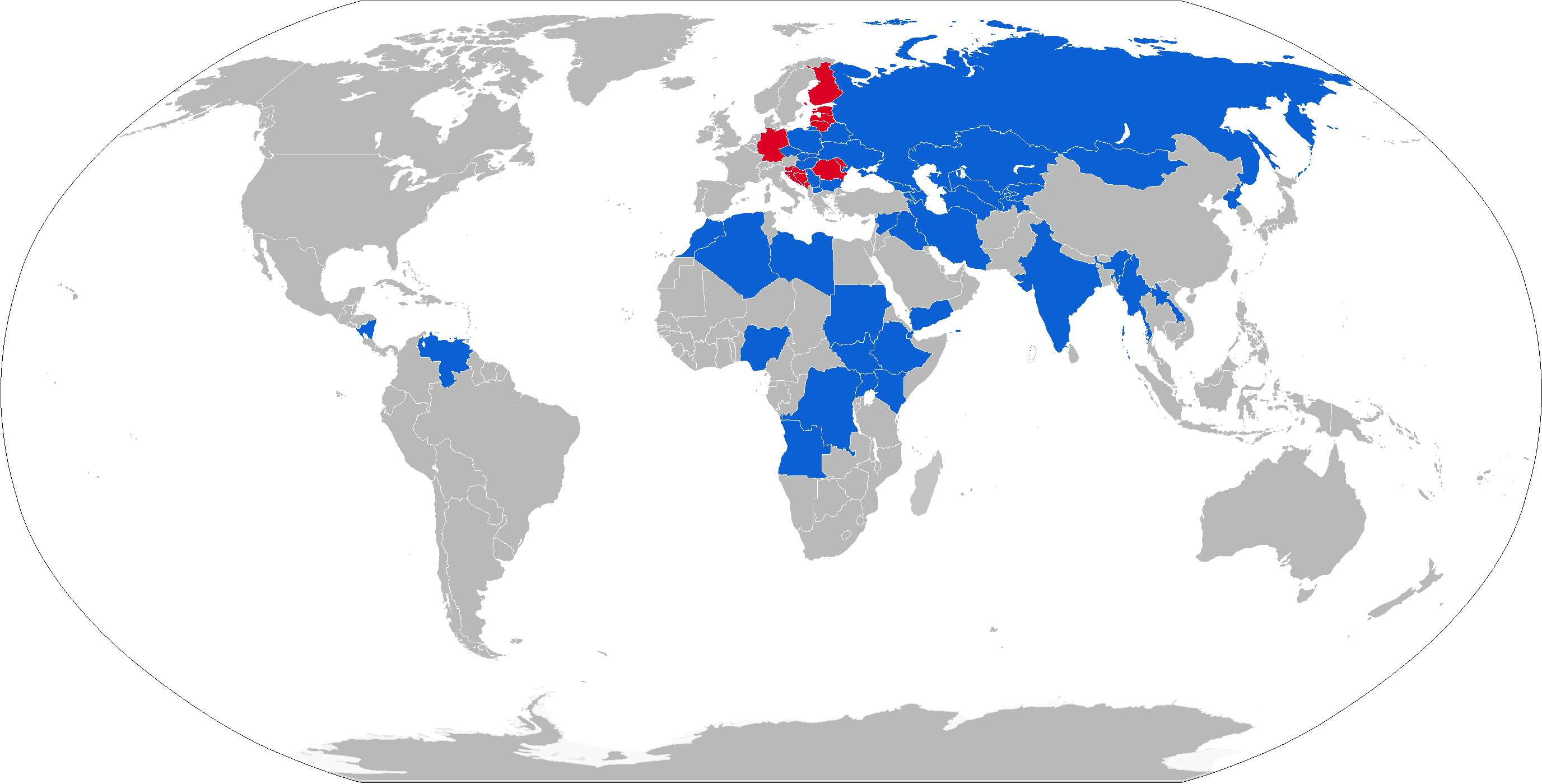
운용국:

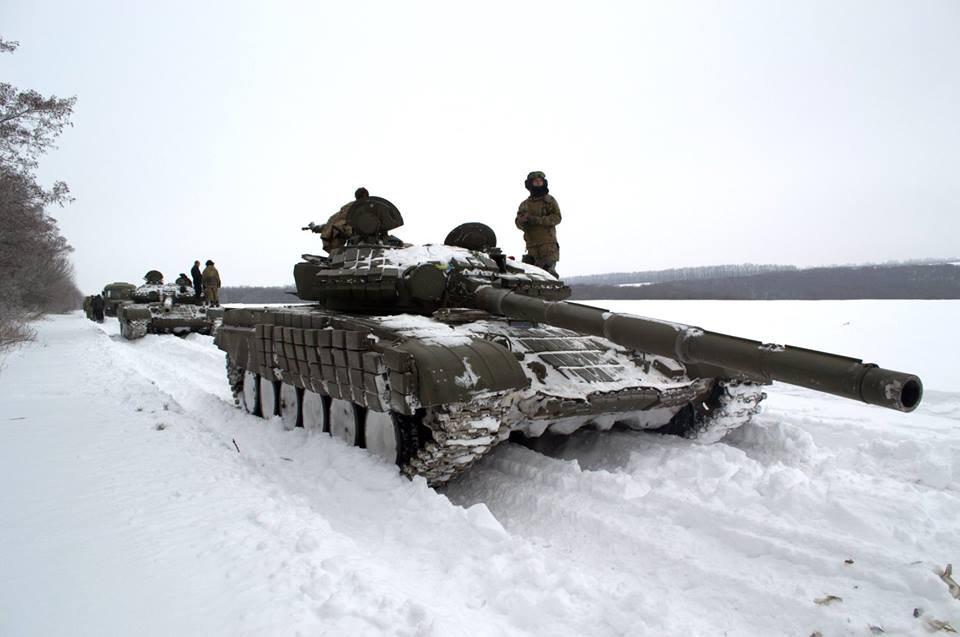
2018년 훈련 중인 우크라이나 T-72.

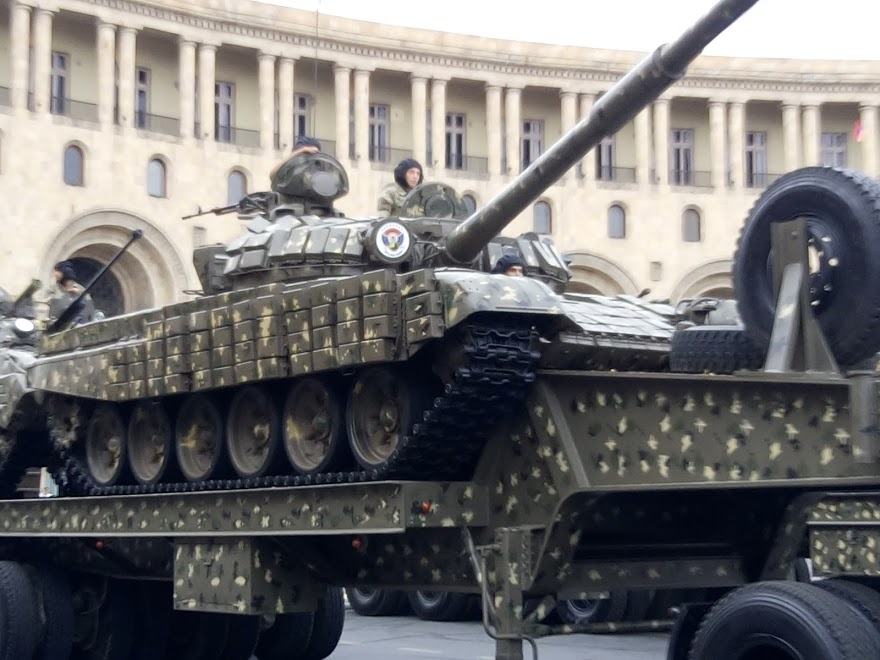
예레반 군사 퍼레이드에서의 아르메니아 T-72B.

T-72는 아프가니스탄 전쟁에서 사용된 적이 없다. 그곳에 배치된 소련 제40군은 주로 T-55와 T-62 전차를 운용했다.
러시아 연방은 1만 대 이상의 T-72 전차를 보유하고 있으며, 이 중 약 2,000대는 현역, 8,000대는 예비군(대부분 T-72B)으로 운용하고 있다. T-72는 제1차·제2차 체첸 전쟁, 러시아-조지아 전쟁, 러시아-우크라이나 전쟁 등에서 러시아 육군에 의해 사용되었다. 또한 T-72는 전 세계 40개 이상의 국가에서 운용되고 있다.
2025년 3월 7일 체결된 계약을 통해 인도는 구소련 시대 T-72 전차용 첨단 1,000마력 엔진을 도입하여 전장 능력을 강화했다. 이 계약에는 인도 내 자체 생산을 위한 기술 이전도 포함되었다.

### 시리아
1982년 레바논 전쟁에서 시리아의 T-72 전차가 레바논 남부에서 이스라엘 전차(M60A1, 마가크 혹은 메르카바 전차로 추정)와 교전한 것으로 알려져 있다. 1982년 6월 9일, 시리아 총참모부는 최근 T-72 전차로 장비된 제1기갑사단의 여단에 국경을 넘어 직진하여 베카 밸리 동쪽을 따라 진격하는 이스라엘 부대의 우측 측면을 공격하라는 명령을 내렸다. 이어진 전투에서 이스라엘의 추가 진격이 저지되었고, 10대의 IDF 주력 전차가 파괴되었다. 전쟁 이후, 시리아 대통령 하페즈 알아사드는 T-72를 “세계 최고의 전차”라고 평했다.
T-72는 2011년 이후 시리아 아랍군에 의해 시리아 내전에서 광범위하게 사용되었다. 몇몇 탈취된 전차는 반군인 자유 시리아군과 이슬람 전선(Islamic Front), 이라크 레반트 이슬람국와 같은 지하 조직에 의해 사용되기도 했다.
초기에는 반군 세력이 정부의 장갑 부대를 상대로 IED(급조폭발물)와 RPG-7 매복 전술을 사용했다. 이후 반군은 최신 러시아제 RPG와 유고슬라비아제 M79 오사스를 확보했으며, 이를 이용해 T-72에 대해 성공적인 공격을 수행했다. 2012년부터 반군은 시리아 정부군의 재고에서 탈취하거나 외부 후원국이 직접 제공한 현대 대전차 유도미사일을 확보했다. 여기에는 중국산 HJ-8, 구소련산 9K111 파고트, 9M113 콘쿠르스, 9K115 메티스, 미국산 BGM-71 TOW 미사일이 포함된다. 이를 통해 반군은 T-72를 포함한 정부군 모든 장갑차를 보다 안전한 거리에서 공격하고 파괴할 수 있게 되었다. 2020년 3월 기준으로, 시리아 군이 운용하던 T-72 전차 최소 837대가 영상 기록을 통해 파괴된 것으로 확인된다.

### 이라크
이라크군의 T-72 우랄(1973), T-72 우랄 개량형, T-72M 및 T-72M1 전차는 이란-이라크 전쟁과 수많은 작전, 예를 들어 나스르 작전(Operation Nasr), 바스라 전투, 타와칼나 알라 알라(Tawakalna ala Allah) 작전 등에서 성공적으로 사용되었다. 105mm M68 전차포와 TOW 미사일은 이라크군 T-72의 정면 장갑을 뚫는 데 효과적이지 않았다. 8년간의 전쟁 동안 60대의 T-72 전차가 손실되었다. 이라크 공화국 근위군 장군인 Ra'ad Al-Hamdani는 "치프틴 전차로 무장한 이란 제16기갑사단이 T-72 전차를 보유한 이라크 제10기갑여단과의 전투에서 패배했다. 기갑여단이 12시간 만에 사단을 격파하는 것은 어려운 일이지만 실제로 일어났으며, 이는 이란 측에 재앙이었다"고 말했다. 전쟁이 시작될 때 894대였던 치프틴 전차 중 전쟁이 끝날 때까지 남은 것은 200대뿐이었다. 3BM9 날개안정분리철갑탄 탄환은 당시 NATO 전차, 심지어 가장 장갑이 두꺼운 M60A1과 치프틴 전차까지 상대하기에 충분했다. 이란-이라크 전쟁 초기, 이라크군이 포획한 이란 치프틴 전차를 대상으로 한 소련 분석에 따르면, 치프틴 Mk.5는 가장 강한 부분조차도 방어력이 완전히 부족한 것으로 평가되었다. 포탑 전면 전체, 상부 전방장갑판, 하부 전방장갑판 모두 3km 이상 거리에서도 격파될 수 있었다. 이는 본질적으로 T-72 우랄이 현실적인 전투 거리에서 NATO의 가장 강력한 전차 중 하나를 제압할 수 있다는 것을 의미한다. 이란과 이라크 측에 따르면, T-72는 이란-이라크 전쟁에서 가장 두려워할만한 전차였다.
쿠웨이트 침공 당시 이라크는 주로 T-55, T-62, T-72 전차를 포함해 총 690대의 전차를 사용했다. 쿠웨이트는 총 281대의 전차를 보유했으며, 그중 6대는 T-72, 165대는 치프틴, 70대는 빅커스, 40대는 센츄리온이었다. 8월 2일 아침, 무틀라 고개 근처에서 쿠웨이트 6기계화여단의 빅커스 전차와 공화국 근위군 1함무라비기갑사단 17기갑여단의 T-72 전차 간 전투가 벌어졌다. 쿠웨이트 전차들은 매복 과정에서 T-72 1대를 격파하는 데 성공했지만, 반격을 받고 패배했으며 6여단 사단장이 포로로 잡혔다. 생존한 20대의 빅커스 전차만이 사우디아라비아로 퇴각할 수 있었다.
이라크에서 생산된 T-72 버전인 ‘바빌론의 사자’는 두 차례 이라크 전쟁에서 연합군과 교전했다. 73 이스팅 전투는 이라크 사막에서 모래폭풍 속에서 벌어졌다. 미군 M1A1 전차와 브래들리 전투차량은 이라크 공화국 근위군의 T-72M 전차와 BMP를 상대해 이라크 장갑부대에 37대 손실을 입혔고, 반대로 브래들리 1대만 적의 공격으로 손실됐다. 주요 공격은 약 400명의 병사로 구성된 2ACR의 세 기갑중대와 제1보병사단의 선두 두 여단이 수행했으며, 이들은 각각 2,500~3,000명의 병력으로 구성된 타와칼나 사단의 이라크 18기계화여단과 37전차여단을 공격해 격파했다. 이라크군 T-72M들은 3BM9 포탄을 사용했다. 이 포탄은 1973년에 소련군에서 퇴역된 것이었는데, 유효 사거리 2,500m에서 245mm 관통력을 가졌다. 1991년 2월 27일, 제1해병사단 태스크포스 리퍼의 M60A1 전차들이 쿠웨이트 국제공항으로 진격을 주도했다. 태스크포스 리퍼의 M60A1 전차들은 T-72 전차를 포함해 약 100대의 이라크 전차와 장갑차를 파괴했다. 사막 폭풍 작전(Operation Desert Storm) 동안 손실된 T-72 전차의 총 수는 약 150대였다.
1996년 기준, 이라크는 원래 1,038대가 도입된 T-72 전차 중 776대를 운용 중이었다.

### 체첸 전쟁
제1차 체첸 전쟁(1994년 12월~1996년 9월)에서, 자르하르 두다예프가 이끄는 자칭 이치케리야 체첸 공화국와 러시아 연방 간의 전투에서, 러시아 연방은 T-72와 T-80 전차를 모두 배치했다. 전쟁 초기 3개월 동안 러시아의 장갑차 손실은 총 62대(T-72/T-80)였으며, 이 중 T-72는 141대 중 44대, T-80은 71대 중 18대, PT-76은 9대 중 0대였다. 수리 불가능한 차량의 손상 분석 결과, T-72는 개인화기형 대전차 무기에 의해 전면 장갑이 관통되어 손실된 경우는 없었다.
이 파괴 원인 분석에 따르면, 대부분은 러시아 RPG-7 또는 RPG-18 휴대용 발사 대전차 로켓 발사기로 무장한 사수, 기관총수, 저격수로 구성된 체첸의 4인 반(反)장갑 헌터-킬러 팀에 의해 발생한 것으로 나타났다. 한 개의 장갑차를 동시에 공격하는 다섯에서 여섯 팀이 참여했으며, 기록된 손실의 대부분은 차량 측면, 상부, 후부에 3~6회의 치명타 공격이 가해지면서 발생했다.
주목할 점은 심각한 전술 배치 실패로, 전차의 가치가 교리와 전술에 의해 결정된다는 사실을 다시 한번 보여준다. 그로즈니에 대한 첫 공격에서 러시아 연방이 큰 손실을 입은 후, 장갑 전술이 수정되었다. 전술 변경으로 러시아 보병이 전방에서 이동하고 장갑 전투 차량이 보병을 지원하도록 하면서 장갑차 손실은 줄었다. 특히 AAA 장갑차를 사용할 경우, 이 차량들은 T-72보다 주포를 더 높은 각도로 올릴 수 있다. 러시아군은 두다예프의 T-72 7대를 포획하여 전투에 사용했다. 제1차 체첸 전쟁 동안 최소 두 번의 전차 결투가 발생했다. 첫 번째 전투에서는 두다예프의 T-72A가 친러시아 체첸군의 T-62M 1대를 격파했다. 두 번째 전투에서는 두다예프의 T-72A 1대가 러시아 T-72B에 의해 파괴되었다. 체첸 분리주의자들에 의해 파괴된 러시아 T-72는 3대가 기록되어 있으며, 이 중 1대는 1997년부터 2003년 사이 제2차 체첸 전쟁 기간 동안 파괴되었다.

### 러시아-조지아 전쟁

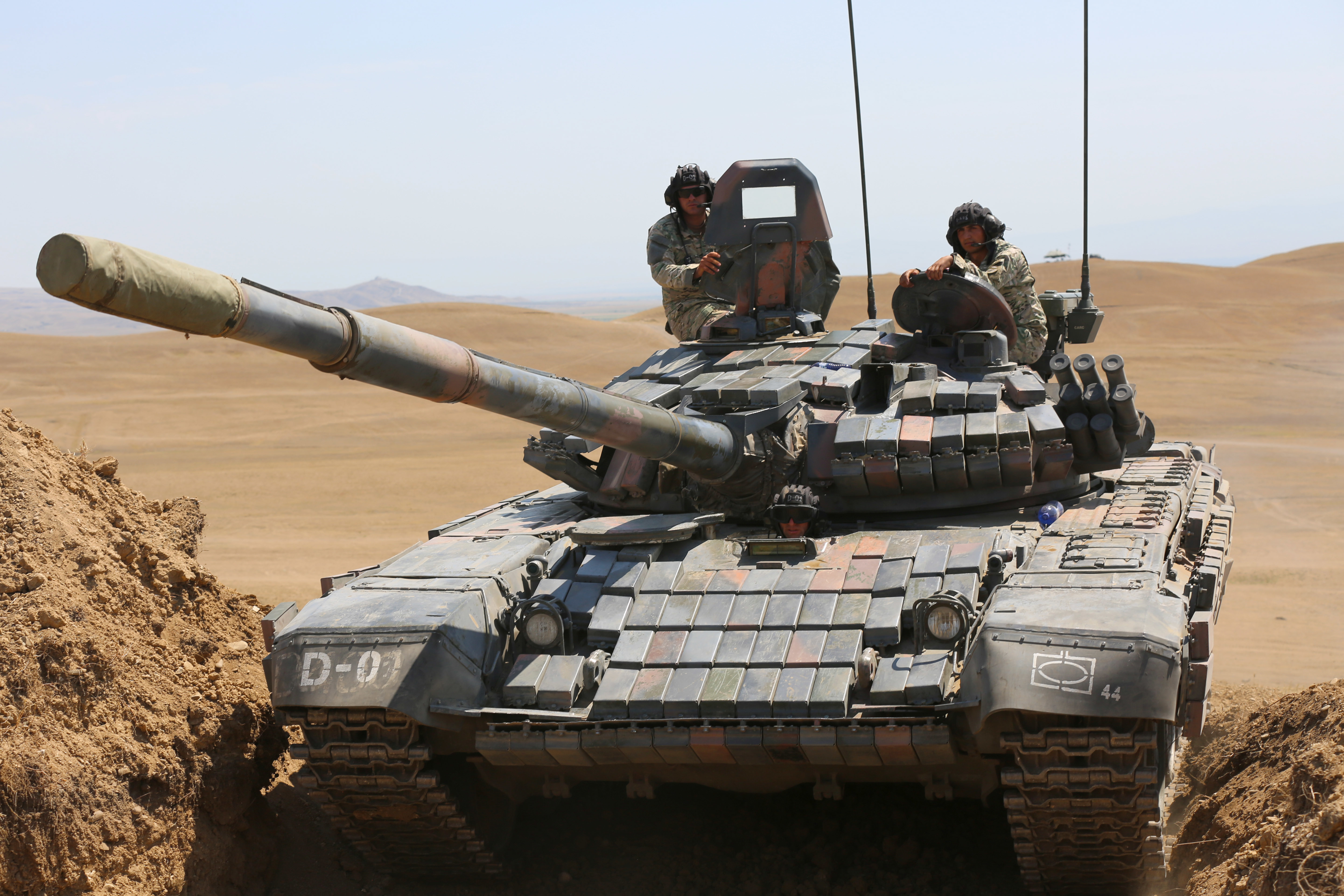
조지아군 T-72SIM1.

2008년 남오세티야 전쟁 동안 양측 모두 다수의 T-72 전차를 배치했다. 당시 조지아군은 총 191대의 T-72 전차를 보유했으며, 그중 120대는 T-72SIM1로 개조된 상태였다. 조지아군은 총 75대의 T-72 전차를 남오세티야에 투입했다. 조지아군은 T-스킨발리 전투에서 10대를 전투 중에 잃었고, 나머지 20대는 러시아 공수부대에 의해 점령 후 파괴되어 총 30대의 T-72를 손실했다.

### 러시아-우크라이나 전쟁

#### 돈바스에서의 전쟁
2014년 8월 26일, 국제전략문제연구소(IISS)는 도네츠크 전쟁에서 최소 3대의 T-72B와 1대의 T-72B3로 구성된 혼합 러시아 전차 기동대를 확인했다고 밝혔다. 이 목격이 중요한 이유는 러시아가 분리주의자들에게 전차와 기타 무기를 공급한 문제에 대해 그럴듯한 부인(plausible deniability)을 유지하려 했기 때문이다. 러시아는 분리주의자들이 운용하는 전차는 모두 우크라이나 군에서 탈취한 것이라고 지속적으로 주장했다. T-72B3는 러시아군에서 다수 운용 중이며, 이 현대화된 T-72는 다른 어떤 국가에도 수출되거나 운용된 적이 없는 것으로 알려졌다.
2015년 3월 Dorzhi Batomunkuev와의 인터뷰에서, 그는 2015년 2월 우크라이나 데발체보 전투에서 러시아군 32대 전차 부대의 일원으로 T-72B를 운용했다고 밝혀졌다. 그의 전차는 파괴되었고, 그는 심한 화상을 입었다.
분쟁 이전, 우크라이나는 600대의 T-72를 비축하고 있었다. 그러나 운용 가능한 장갑차 부족 문제를 겪으면서, 우크라이나 국방부는 일부 T-72를 다시 운용 가능 상태로 복귀시키기 시작했다.

### 러시아의 우크라이나 침공
T-72는 2022년 러시아의 우크라이나 침공에서 양측 모두에서 광범위하게 운용되었다.
러시아에서 가장 많은 전차는 T-72B3(2011년 및 2016년형)와 구형 T-72B(1985년 및 1989년형)이다. 침공 준비 과정에서 러시아군은 포탑 상단에 즉석에서 제작한 강철 격자를 설치했으며, 일부 평론가들은 이를 "코프 케이지(cope cages)"라고 부른다. 군사 분석가들은 이러한 격자가 우크라이나군이 사용하는 상부 공격 무기, 예를 들어 미국산 FGM-148 재블린과 영국-스웨덴산 NLAW를 대응하기 위해 추가된 것으로 추정했다. 이 장치들은 탱크의 중량을 증가시키고, 외형 프로파일을 높이며, 승무원이 탱크에서 탈출하기를 더 어렵게 만들었다. 분석가들은 또한 이 장치들이 제2차 나고르노카라바흐 전쟁에서 얻은 교훈에 대응하여, 도시 전투 중 위에서 발사되는 RPG-7, 자폭형 무인 항공기. 또는 드론 공격에 대한 대응책으로 잠재적으로 사용될 수 있다고 추측했다. 서로 다른 철망과 철제 울타리로 제작된 임시 그물 장치들의 형태가 통일되지 않은 점으로 미루어 볼 때, 이 장치들은 주로 전차 승무원들이 임의로 제작한 것이며, 표준 장비는 아닌 것으로 보인다. 2022년 5월, 일부 러시아 전차병들은 그물이 기관총과 무선 사용을 방해하고, 전차에 화재가 발생할 경우 탈출을 어렵게 만들어 결국 제거했다고 말했다. 2025년 7월 기준으로, Oryx에 따르면 러시아는 모든 종류의 T-72 전차를 합쳐 총 1,744대를 손실했다고 한다.
침공 이전, 우크라이나는 소련 시절 남겨진 T-72를 보유하고 있었으며 일부는 현대화된 상태였다. 여기에는 주로 T-72A와 T-72AV, 그리고 현대화된 T-72AMT(2017년형)가 포함되었다. 4월 3일, 콘탁트-1 ERA가 장착된 희귀한 T-72 "우랄"(1973) 전차가 손상된 모습의 사진이 공개되었다. 2022년 4월 기준으로, 체코에서 우크라이나에 제공된 T-72M1 전차의 정확한 수량은 공개되지 않았다. 폴란드는 또한 200대 이상의 T-72M1/M1R 전차를 우크라이나에 인도했다..
2025년 7월 기준, Oryx에 따르면 우크라이나는 모든 변형을 합쳐 총 345대의 T-72 전차를 손실했다.T-72 Ural: 13대T-72M/M1(R): 113대 (파괴 90, 손상 4, 버려짐 9, 포획 10)T-72EA: 22대 (파괴 16, 손상 2, 버려짐 3, 포획 1)T-72AV: 75대 (파괴 56, 손상 2, 버려짐 9, 포획 8)T-72AMT: 25대 (파괴 15, 손상 1, 버려짐 2, 포획 7)T-72B: 49대T-72AMT Zr.2022: 3대 (모두 파괴)PT-91 Twardy(개량형): 11대 (파괴 7, 손상 1, 버려짐 3) 기타 불분명 모델 T-72: 33대 (파괴 31, 손상 2)

## 참고 문헌
다음은 영어판 위키백과에 사용된 참고 문헌이다.
- Sewell, Stephen ‘Cookie’ (1998) “Why Three Tanks?”, Armor vol. 108, no. 4, p. 21. Fort Knox, KY: US Army Armor Center. ISSN 0004-2420. (PDF format)
- Christopher. F. Foss, Jane's Armour and Artillery 2005-2006. ISBN 978-0-7106-2686-8.
- Leizin, Uri (2004) "Two myths of one battle: Syrian T-72's in 1982 Lebanon war"(in Russian)
- Zaloga, Steven J (1993) T-72 Main Battle Tank 1974-93, Osprey Publishing ISBN 1-85532-338-9.
- Ustyantsev, Sergej Viktorovich; Kolmakov Dmitrij Gennadevich "Boyeviye mashiny Uralvagonzavoda. Tank T-72"
- A.V. Karpenko (1996) "Obozreniye Bronetankovoj Tekhniki (1905-1995 gg.)" Nevskij Bastion
- Soviet Armour Since 1945, Bryan Perret, (1987, Blandford Press) ISBN 0-7137-1735-1